# Listă de filme western din anii 1950
Aceasta este o listă de filme western din anii 1950.

## 1950-1954
| 1950                               |                                    |                                                                                                  |                            |                                                         |
| Across the Badlands                | Fred F. Sears                      | Charles Starrett, Smiley Burnette                                                                | Statele Unite ale Americii | Durango Kid serial Western                              |
| Ambush                             | Sam Wood                           | Robert Taylor, John Hodiak, Arlene Dahl                                                          | Statele Unite ale Americii | Western tradițional                                     |
| Annie Get Your Gun                 | George Sidney                      | Betty Hutton, Howard Keel                                                                        | Statele Unite ale Americii | musical Western                                         |
| Arizona Cowboy                     | R. G. Springsteen                  | Rex Allen                                                                                        | Statele Unite ale Americii | Singing cowboy Western                                  |
| Arizona Territory                  | Wallace Fox                        | Whip Wilson, Andy Clyde                                                                          | Statele Unite ale Americii | B Western                                               |
| The Bandit Queen                   | William Berke                      | Barbara Britton, Willard Parker, Phillip Reed                                                    | Statele Unite ale Americii | B Western                                               |
| The Baron of Arizona               | Samuel Fuller                      | Vincent Price, Ellen Drew                                                                        | Statele Unite ale Americii | B Western                                               |
| Barricade                          | Peter Godfrey                      | Dane Clark, Raymond Massey                                                                       | Statele Unite ale Americii | B Western                                               |
| Battling Marshal                   | Oliver Drake                       | Sunset Carson                                                                                    | Statele Unite ale Americii | Sunset Carson serial Western (last of the series)       |
| Bells of Coronado                  | William Witney                     | Roy Rogers, Dale Evans                                                                           | Statele Unite ale Americii | Singing cowboy Western                                  |
| Beyond the Purple Hills            | John English                       | Gene Autry                                                                                       | Statele Unite ale Americii | Singing cowboy Western                                  |
| The Blazing Sun                    | John English                       | Gene Autry                                                                                       | Statele Unite ale Americii | Singing cowboy Western                                  |
| Border Outlaws                     | Richard Talmadge                   | Spade Cooley                                                                                     | Statele Unite ale Americii | Singing cowboy Western                                  |
| Border Rangers                     | William Berke                      | Don "Red" Barry, Robert Lowery, Wally Vernon                                                     | Statele Unite ale Americii | B Western                                               |
| Border Treasure                    | George Archainbaud                 | Tim Holt, Jane Nigh                                                                              | Statele Unite ale Americii | B Western                                               |
| Branded                            | Rudolph Maté                       | Alan Ladd, Mona Freeman, Charles Bickford                                                        | Statele Unite ale Americii | Western tradițional                                     |
| Broken Arrow                       | Delmer Daves                       | James Stewart, Jeff Chandler                                                                     | Statele Unite ale Americii | revisionist Western                                     |
| California Passage                 | Joseph Kane                        | Forrest Tucker, Adele Mara                                                                       | Statele Unite ale Americii | B Western                                               |
| Call of the Klondike               | Frank McDonald                     | Kirby Grant                                                                                      | Statele Unite ale Americii | B Western                                               |
| The Cariboo Trail                  | Edwin L. Marin                     | Randolph Scott, Gabby Hayes                                                                      | Statele Unite ale Americii | Western tradițional                                     |
| Cherokee Uprising                  | Lewis D. Collins                   | Whip Wilson, Andy Clyde                                                                          | Statele Unite ale Americii | B Western                                               |
| Code of the Silver Sage            | Fred C. Brannon                    | Allan Lane                                                                                       | Statele Unite ale Americii | B Western                                               |
| Cody of the Pony Express           | Spencer Gordon Bennet              | Dickie Moore                                                                                     | Statele Unite ale Americii | serial Western                                          |
| Colt .45                           | Edwin L. Marin                     | Randolph Scott, Lloyd Bridges                                                                    | Statele Unite ale Americii | Western tradițional                                     |
| Comanche Territory                 | George Sherman                     | Maureen O'Hara, Macdonald Carey                                                                  | Statele Unite ale Americii | B Western                                               |
| Copper Canyon                      | John Farrow                        | Ray Milland, Hedy Lamarr                                                                         | Statele Unite ale Americii | Western tradițional                                     |
| Covered Wagon Raid                 | R. G. Springsteen                  | Allan Lane                                                                                       | Statele Unite ale Americii | B Western                                               |
| Cow Town                           | John English                       | Gene Autry                                                                                       | Statele Unite ale Americii | Singing cowboy Western                                  |
| Crooked River                      | Thomas Carr                        | James Ellison, Russell Hayden                                                                    | Statele Unite ale Americii | B Western                                               |
| Curtain Call at Cactus Creek       | Charles Lamont                     | Donald O'Connor, Gale Storm, Walter Brennan                                                      | Statele Unite ale Americii | comedy Western                                          |
| Dakota Lil                         | Lesley Selander                    | George Montgomery, Rod Cameron, Marie Windsor                                                    | Statele Unite ale Americii | B Western                                               |
| Dallas                             | Stuart Heisler                     | Gary Cooper, Ruth Roman                                                                          | Statele Unite ale Americii | Western tradițional                                     |
| The Daltons' Women                 | Thomas Carr                        | Lash La Rue, Al St. John, Jack Holt                                                              | Statele Unite ale Americii | Lash La Rue serial Western                              |
| Davy Crockett, Indian Scout        | Lew Landers                        | George Montgomery, Ellen Drew, Chief Thundercloud                                                | Statele Unite ale Americii | B Western                                               |
| Desperadoes of the West            | Fred C. Brannon                    | Richard Powers, Judy Clark                                                                       | Statele Unite ale Americii | serial Western                                          |
| Devil's Doorway                    | Anthony Mann                       | Robert Taylor, Louis Calhern                                                                     | Statele Unite ale Americii | psychological Western                                   |
| Dynamite Pass                      | Lew Landers                        | Tim Holt                                                                                         | Statele Unite ale Americii | B Western                                               |
| The Eagle and the Hawk             | Lewis R. Foster                    | John Payne, Rhonda Fleming                                                                       | Statele Unite ale Americii | B Western                                               |
| Fancy Pants                        | George Marshall                    | Bob Hope, Lucille Ball                                                                           | Statele Unite ale Americii | comedy Western                                          |
| The Fargo Phantom                  | Will Cowan                         | Tex Williams                                                                                     | Statele Unite ale Americii | Singing cowboy Western                                  |
| Fast on the Draw                   | Thomas Carr                        | James Ellison, Russell Hayden                                                                    | Statele Unite ale Americii | B Western                                               |
| Fence Riders                       | Wallace Fox                        | Whip Wilson, Andy Clyde                                                                          | Statele Unite ale Americii | B Western                                               |
| The Fighting Stallion              | Robert Emmett Tansey               | Bill Edwards, Doris Merrick                                                                      | Statele Unite ale Americii | B Western                                               |
| Frenchie                           | Louis King                         | Joel McCrea, Shelly Winters                                                                      | Statele Unite ale Americii | Western tradițional                                     |
| Frisco Tornado                     | R. G. Springsteen                  | Allan Lane                                                                                       | Statele Unite ale Americii | B Western                                               |
| Frontier Outpost                   | Ray Nazarro                        | Charles Starrett, Smiley Burnette, Lois Hall                                                     | Statele Unite ale Americii | Durango Kid serial Western                              |
| The Furies                         | Anthony Mann                       | Barbara Stanwyck, Walter Huston                                                                  | Statele Unite ale Americii | psychological Western                                   |
| Gene Autry and the Mounties        | John English                       | Gene Autry, Elena Verdugo                                                                        | Statele Unite ale Americii | Singing cowboy Western                                  |
| The Girl from San Lorenzo          | Derwin Abrahams                    | Duncan Renaldo, Leo Carrillo, Jane Adams                                                         | Statele Unite ale Americii | The Cisco Kid serial Western—last of the entire series  |
| The Gunfighter                     | Henry King                         | Gregory Peck, Millard Mitchell                                                                   | Statele Unite ale Americii | outlaw Western                                          |
| Gunfire                            | William Berke                      | Don "Red" Barry, Robert Lowery                                                                   | Statele Unite ale Americii | B Western                                               |
| Gunmen of Abilene                  | Fred C. Brannon                    | Allan Lane                                                                                       | Statele Unite ale Americii | B Western                                               |
| Gunslingers                        | Wallace Fox                        | Whip Wilson, Andy Clyde                                                                          | Statele Unite ale Americii | B Western                                               |
| High Lonesome                      | Alan Le May                        | John Drew Barrymore, Chill Wills                                                                 | Statele Unite ale Americii | B Western                                               |
| Hills of Oklahoma                  | R. G. Springsteen                  | Rex Allen                                                                                        | Statele Unite ale Americii | Singing cowboy Western                                  |
| Hoedown                            | Ray Nazarro                        | Eddy Arnold, Jock Mahoney                                                                        | Statele Unite ale Americii | Singing cowboy Western                                  |
| Hostile Country                    | Thomas Carr                        | James Ellison, Russell Hayden                                                                    | Statele Unite ale Americii | B Western                                               |
| Hurricane at Pilgrim Hill          | Richard L. Bare                    | Clem Bevans, Cecil Kellaway, Virginia Grey                                                       | Statele Unite ale Americii | comedy Western                                          |
| I Killed Geronimo                  | John Hoffman                       | James Ellison, Virginia Herrick, Chief Thundercloud                                              | Statele Unite ale Americii | B Western                                               |
| I Shot Billy the Kid               | William Berke                      | Don "Red" Barry, Robert Lowery                                                                   | Statele Unite ale Americii | B Western                                               |
| Indian Territory                   | John English                       | Gene Autry                                                                                       | Statele Unite ale Americii | Singing cowboy Western                                  |
| The Iroquois Trail                 | Phil Karlson                       | George Montgomery, Brenda Marshall                                                               | Statele Unite ale Americii | colonial Western                                        |
| Jiggs and Maggie Out West          | William Beaudine                   | Joe Yule, Renie Riano                                                                            | Statele Unite ale Americii | comedy Western                                          |
| The Kangaroo Kid                   | Lesley Selander                    | Jock Mahoney, Veda Ann Borg, Martha Hyer                                                         | ,                          | Australian Western                                      |
| Kansas Raiders                     | Ray Enright                        | Audie Murphy, Brian Donlevy, Marguerite Chapman, Scott Brady, Tony Curtis                        | Statele Unite ale Americii | B Western                                               |
| The Kid from Glower Gulch          | Oliver Drake                       | Spade Cooley                                                                                     | Statele Unite ale Americii | Singing cowboy Western                                  |
| The Kid from Texas                 | Kurt Neumann                       | Audie Murphy, Gale Storm                                                                         | Statele Unite ale Americii | B Western                                               |
| King of the Bullwhip               | Ron Ormond                         | Lash La Rue, Al St. John, Jack Holt                                                              | Statele Unite ale Americii | Lash La Rue serial Western                              |
| Law of the Panhandle               | Lewis D. Collins                   | Johnny Mack Brown                                                                                | Statele Unite ale Americii | B Western                                               |
| Lightning Guns                     | Fred F. Sears                      | Charles Starrett, Smiley Burnette, Gloria Henry                                                  | Statele Unite ale Americii | Durango Kid serial Western                              |
| Marshal of Heldorado               | Thomas Carr                        | James Ellison, Russell Hayden                                                                    | Statele Unite ale Americii | B Western                                               |
| The Missourians                    | George Blair                       | Roy Bancroft                                                                                     | Statele Unite ale Americii | B Western                                               |
| Montana                            | Ray Enright                        | Errol Flynn, Alexis Smith                                                                        | Statele Unite ale Americii | Western tradițional                                     |
| Mule Train                         | John English                       | Gene Autry                                                                                       | Statele Unite ale Americii | Singing cowboy Western                                  |
| The Nevadan                        | Gordon Douglas                     | Randolph Scott, Dorothy Malone                                                                   | Statele Unite ale Americii | Western tradițional                                     |
| North of the Great Divide          | William Witney                     | Roy Rogers                                                                                       | Statele Unite ale Americii | Singing cowboy Western                                  |
| The Old Frontier                   | Philip Ford                        | Monte Hale, Paul Hurst                                                                           | Statele Unite ale Americii | B Western                                               |
| Outcasts of Black Mesa             | Ray Nazarro                        | Charles Starrett, Smiley Burnette, Martha Hyer                                                   | Statele Unite ale Americii | Durango Kid serial Western                              |
| Outlaw Gold                        | Wallace Fox                        | Johnny Mack Brown, Jane Adams                                                                    | Statele Unite ale Americii | B Western                                               |
| Outlaws of Texas                   | Thomas Carr                        | Whip Wilson, Andy Clyde                                                                          | Statele Unite ale Americii | B Western                                               |
| The Outriders                      | Roy Rowland                        | Joel McCrea, James Whitmore                                                                      | Statele Unite ale Americii | Western tradițional                                     |
| Over the Border                    | Wallace Fox                        | Johnny Mack Brown, Wendy Waldron                                                                 | Statele Unite ale Americii | B Western                                               |
| The Palomino                       | Ray Nazarro                        | Jerome Courtland, Beverly Tyler                                                                  | Statele Unite ale Americii | B Western                                               |
| Pancho Villa Returns               | Miguel Contreras Torres            | Leo Carrillo, Esther Fernández, Rodolfo Acosta                                                   | Mexic                      | B Western                                               |
| Raiders of Tomahawk Creek          | Fred F. Sears                      | Charles Starrett, Smiley Burnette, Kay Buckley                                                   | Statele Unite ale Americii | Durango Kid serial Western                              |
| Redwood Forest Trail               | Philip Ford                        | Rex Allen, Carl Switzer                                                                          | Statele Unite ale Americii | Singing cowboy Western                                  |
| Return of the Frontiersman         | Richard L. Bare                    | Gordon MacRae, Julie London, Rory Calhoun                                                        | Statele Unite ale Americii | Western tradițional                                     |
| Rider from Tucson                  | Lesley Selander                    | Tim Holt, Elaine Riley                                                                           | Statele Unite ale Americii | B Western                                               |
| Riders of the Range                | Lesley Selander                    | Tim Holt, Richard Martin, Jacqueline White                                                       | Statele Unite ale Americii | B Western                                               |
| Rio Grande                         | John Ford                          | John Wayne, Maureen O'Hara                                                                       | Statele Unite ale Americii | cavalry Western                                         |
| Rock Island Trail                  | Joseph Kane                        | Forrest Tucker, Adele Mara, Bruce Cabot                                                          | Statele Unite ale Americii | B Western                                               |
| Rocky Mountain                     | William Keighley                   | Errol Flynn, Patrice Wymore                                                                      | Statele Unite ale Americii | Western tradițional                                     |
| Saddle Tramp                       | Hugo Fregonese                     | Joel McCrea                                                                                      | Statele Unite ale Americii | Western tradițional                                     |
| Salt Lake Raiders                  | Fred C. Brannon                    | Allan Lane, Martha Hyer                                                                          | Statele Unite ale Americii | B Western                                               |
| The Savage Horde                   | Joseph Kane                        | Bill Elliott, Lorna Gray                                                                         | Statele Unite ale Americii | B Western                                               |
| Short Grass                        | Lesley Selander                    | Rod Cameron                                                                                      | Statele Unite ale Americii | Western tradițional                                     |
| The Showdown                       | Dorrell McGowan, Stuart E. McGowan | Bill Elliott, Walter Brennan, Harry Morgan                                                       | Statele Unite ale Americii | B Western                                               |
| Sierra                             | Alfred E. Green                    | Audie Murphy, Burl Ives, Wanda Hendrix                                                           | Statele Unite ale Americii | B Western                                               |
| Silver Raiders                     | Wallace Fox                        | Whip Wilson, Andy Clyde, Virginia Herrick                                                        | Statele Unite ale Americii | B Western                                               |
| Singing Guns                       | R. G. Springsteen                  | Vaughn Monroe, Ward Bond, Ella Raines                                                            | Statele Unite ale Americii | Western tradițional                                     |
| Snow Dog                           | Frank McDonald                     | Kirby Grant, Elena Verdugo                                                                       | Statele Unite ale Americii | family Western                                          |
| Stage to Tucson                    | Ralph Murphy                       | Rod Cameron, Wayne Morris                                                                        | Statele Unite ale Americii | B Western                                               |
| Stars in My Crown                  | Jacques Tourneur                   | Joel McCrea, Ellen Drew                                                                          | Statele Unite ale Americii | Western tradițional                                     |
| Streets of Ghost Town              | Ray Nazarro                        | Charles Starrett, Smiley Burnette, Mary Ellen Kay                                                | Statele Unite ale Americii | Durango Kid serial Western                              |
| Storm Over Wyoming                 | Lesley Selander                    | Tim Holt, Noreen Nash                                                                            | Statele Unite ale Americii | B Western                                               |
| The Sundowners                     | George Templeton                   | Robert Preston, Robert Sterling                                                                  | Statele Unite ale Americii | B Western                                               |
| Sunset in the West                 | William Witney                     | Roy Rogers                                                                                       | Statele Unite ale Americii | Singing cowboy Western                                  |
| Surrender                          | Allan Dwan                         | Vera Ralston, John Carroll, Walter Brennan                                                       | Statele Unite ale Americii | Western tradițional                                     |
| The Texan Meets Calamity Jane      | Ande Lamb                          | Evelyn Ankers, James Ellison, Jack Elam                                                          | Statele Unite ale Americii | B Western                                               |
| Texas Dynamo                       | Ray Nazarro                        | Charles Starrett, Smiley Burnette, Jock Mahoney                                                  | Statele Unite ale Americii | Durango Kid serial Western                              |
| A Ticket to Tomahawk               | Richard Sale                       | Dan Dailey, Anne Baxter, Marilyn Monroe                                                          | Statele Unite ale Americii | comedy Western                                          |
| Trail of Robin Hood                | William Witney                     | Roy Rogers, Rex Allen                                                                            | Statele Unite ale Americii | Singing cowboy Western                                  |
| Trail of the Rustlers              | Ray Nazarro                        | Charles Starrett, Smiley Burnette, Gail Davis                                                    | Statele Unite ale Americii | Durango Kid serial Western                              |
| Trigger, Jr.                       | William Witney                     | Roy Rogers, Dale Evans                                                                           | Statele Unite ale Americii | Singing cowboy Western                                  |
| Twilight in the Sierras            | William Witney                     | Roy Rogers, Dale Evans                                                                           | Statele Unite ale Americii | Singing cowboy Western                                  |
| Two Flags West                     | Robert Wise                        | Joseph Cotten, Linda Darnell, Jeff Chandler                                                      | Statele Unite ale Americii | cavalry Western                                         |
| Under Mexicali Stars               | George Blair                       | Rex Allen                                                                                        | Statele Unite ale Americii | Singing cowboy Western                                  |
| Wagon Master                       | John Ford                          | Ben Johnson, Harry Carey Jr., Ward Bond                                                          | Statele Unite ale Americii | Western tradițional                                     |
| Winchester '73                     | Anthony Mann                       | James Stewart, Stephen McNally                                                                   | Statele Unite ale Americii | psychological Western                                   |
| Wyoming Mail                       | Reginald Le Borg                   | Stephen McNally, Alexis Smith, Howard Da Silva                                                   | Statele Unite ale Americii | Western tradițional                                     |
| Young Daniel Boone                 | Reginald Le Borg                   | David Bruce, Kristine Miller                                                                     | Statele Unite ale Americii | biographical Western                                    |
| 1951                               |                                    |                                                                                                  |                            |                                                         |
| Abilene Trail                      | Lewis D. Collins                   | Whip Wilson, Andy Clyde                                                                          | Statele Unite ale Americii | B Western                                               |
| Across the Wide Missouri           | William A. Wellman                 | Clark Gable, Ricardo Montalban                                                                   | Statele Unite ale Americii | Western tradițional                                     |
| Al Jennings of Oklahoma            | Ray Nazarro                        | Dan Duryea, Gale Storm                                                                           | Statele Unite ale Americii | B Western                                               |
| Along the Great Divide             | Raoul Walsh                        | Kirk Douglas, Virginia Mayo                                                                      | Statele Unite ale Americii | Western tradițional                                     |
| Arizona Manhunt                    | Fred C. Brannon                    | Michael Chapin, Eilene Janssen                                                                   | Statele Unite ale Americii | B Western                                               |
| Badman's Gold                      | Robert Emmett Tansey               | Johnny Carpenter, Alyn Lockwood                                                                  | Statele Unite ale Americii | B Western                                               |
| Belle Le Grand                     | Allan Dwan                         | Vera Ralston, John Carroll                                                                       | Statele Unite ale Americii | B Western                                               |
| Best of the Badmen                 | William D. Russell                 | Robert Ryan, Claire Trevor                                                                       | Statele Unite ale Americii | outlaw Western                                          |
| Blazing Bullets                    | Wallace Fox                        | Johnny Mack Brown, Lois Hall                                                                     | Statele Unite ale Americii | B Western                                               |
| Bonanza Town                       | Fred F. Sears                      | Charles Starrett, Fred F. Sears, Smiley Burnette                                                 | Statele Unite ale Americii | Durango Kid serial Western                              |
| Border Fence                       | H. W. Kier, Norman Sheldon         | Walt Wayne, Lee Morgan                                                                           | Statele Unite ale Americii | B Western                                               |
| Buckaroo Sheriff of Texas          | Philip Ford                        | Michael Chapin, Eilene Janssen                                                                   | Statele Unite ale Americii | B Western                                               |
| Callaway Went Thataway             | Melvin Frank, Norman Panama        | Fred MacMurray, Dorothy McGuire, Howard Keel                                                     | Statele Unite ale Americii | comedy Western                                          |
| Canyon Raiders                     | Lewis D. Collins                   | Whip Wilson                                                                                      | Statele Unite ale Americii | B Western                                               |
| Cavalry Scout                      | Lesley Selander                    | Rod Cameron, Audrey Long, James Arness                                                           | Statele Unite ale Americii | cavalry Western                                         |
| Cave of Outlaws                    | William Castle                     | Macdonald Carey, Alexis Smith                                                                    | Statele Unite ale Americii | B Western                                               |
| Cattle Drive                       | Kurt Neumann                       | Joel McCrea, Dean Stockwell                                                                      | Statele Unite ale Americii | Western tradițional                                     |
| Colorado Ambush                    | Lewis D. Collins                   | Johnny Mack Brown                                                                                | Statele Unite ale Americii | B Western                                               |
| Colorado Ranger                    | Thomas Carr                        | James Ellison, Russell Hayden                                                                    | Statele Unite ale Americii | B Western                                               |
| Cyclone Fury                       | Ray Nazarro                        | Charles Starrett, Smiley Burnette, Fred F. Sears                                                 | Statele Unite ale Americii | Durango Kid serial Western                              |
| The Dakota Kid                     | Philip Ford                        | Michael Chapin, Eilene Janssen                                                                   | Statele Unite ale Americii | B Western                                               |
| Desert of Lost Men                 | Harry Keller                       | Allan Lane                                                                                       | Statele Unite ale Americii | B Western                                               |
| Distant Drums                      | Raoul Walsh                        | Gary Cooper, Mari Aldon, Richard Webb                                                            | Statele Unite ale Americii | Florida Western                                         |
| Don Daredevil Rides Again          | Fred C. Brannon                    | Ken Curtis                                                                                       | Statele Unite ale Americii | serial Western                                          |
| Fort Defiance                      | John Rawlins                       | Dane Clark, Ben Johnson                                                                          | Statele Unite ale Americii | B Western                                               |
| Fort Dodge Stampede                | Harry Keller                       | Allan Lane                                                                                       | Statele Unite ale Americii | B Western                                               |
| Fort Savage Raiders                | Ray Nazarro                        | Charles Starrett, Smiley Burnette, Peter M. Thompson                                             | Statele Unite ale Americii | Durango Kid serial Western                              |
| Fort Worth                         | Edwin L. Marin                     | Randolph Scott                                                                                   | Statele Unite ale Americii | Western tradițional                                     |
| Gene Autry and the Mounties        | John English                       | Gene Autry                                                                                       | Statele Unite ale Americii | Singing cowboy Western                                  |
| The Glenrowan Affair               | Rupert Kathner                     | Bob Chitty                                                                                       | Australia                  | Outback Western                                         |
| Gold Raiders                       | Edward Bernds                      | George O'Brien, Moe Howard, Larry Fine, Shemp Howard                                             | Statele Unite ale Americii | comedy Western                                          |
| The Great Missouri Raid            | Gordon Douglas                     | Wendell Corey, Macdonald Carey                                                                   | Statele Unite ale Americii | B Western                                               |
| Gunplay                            | Lesley Selander                    | Tim Holt, Joan Dixon                                                                             | Statele Unite ale Americii | B Western                                               |
| Heart of the Rockies               | William Witney                     | Roy Rogers                                                                                       | Statele Unite ale Americii | Singing cowboy Western                                  |
| The Hills of Utah                  | John English                       | Gene Autry                                                                                       | Statele Unite ale Americii | Singing cowboy Western                                  |
| Hot Lead                           | Stuart Gilmore                     | Tim Holt, Joan Dixon                                                                             | Statele Unite ale Americii | B Western                                               |
| In Old Amarillo                    | William Witney                     | Roy Rogers                                                                                       | Statele Unite ale Americii | Singing cowboy Western                                  |
| Inside Straight                    | Gerald Mayer                       | David Brian, Arlene Dahl, Barry Sullivan                                                         | Statele Unite ale Americii | Western tradițional                                     |
| The Kid from Amarillo              | Ray Nazarro                        | Charles Starrett, Smiley Burnette, Fred F. Sears                                                 | Statele Unite ale Americii | Durango Kid serial Western                              |
| The Lady from Texas                | Joseph Pevney                      | Howard Duff, Mona Freeman                                                                        | Statele Unite ale Americii | comedy Western                                          |
| The Last Outpost                   | Lewis R. Foster                    | Rhonda Fleming, Ronald Reagan                                                                    | Statele Unite ale Americii | B Western                                               |
| Law of the Badlands                | Lesley Selander                    | Tim Holt                                                                                         | Statele Unite ale Americii | B Western                                               |
| Lawless Cowboys                    | Lewis D. Collins                   | Whip Wilson, Fuzzy Knight                                                                        | Statele Unite ale Americii | B Western                                               |
| Little Big Horn                    | Charles Marquis Warren             | Lloyd Bridges, John Ireland                                                                      | Statele Unite ale Americii | cavalry Western                                         |
| The Longhorn                       | Lewis D. Collins                   | Wild Bill Elliott, Phyllis Coates                                                                | Statele Unite ale Americii | B Western                                               |
| Man from Sonora                    | Lewis D. Collins                   | Johnny Mack Brown, Phyllis Coates                                                                | Statele Unite ale Americii | B Western                                               |
| Man in the Saddle                  | André De Toth                      | Randolph Scott                                                                                   | Statele Unite ale Americii | Western tradițional                                     |
| Montana Desperado                  | Wallace Fox                        | Johnny Mack Brown                                                                                | Statele Unite ale Americii | B Western                                               |
| My Outlaw Brother                  | Elliott Nugent                     | Mickey Rooney, Robert Preston, Robert Stack                                                      | Statele Unite ale Americii | Western tradițional                                     |
| Nevada Badmen                      | Lewis D. Collins                   | Whip Wilson, Fuzzy Knight                                                                        | Statele Unite ale Americii | B Western                                               |
| New Mexico                         | Irving Reis                        | Lew Ayres, Marilyn Maxwell                                                                       | Statele Unite ale Americii | B Western                                               |
| Night Raiders of Montana           | Fred C. Brannon                    | Allan Lane                                                                                       | Statele Unite ale Americii | B Western                                               |
| Northwest Territory                | Frank McDonald                     | Kirby Grant                                                                                      | Statele Unite ale Americii | B Western                                               |
| Oh! Susanna                        | Joseph Kane                        | Rod Cameron, Lorna Gray                                                                          | Statele Unite ale Americii | B Western                                               |
| Oklahoma Justice                   | Lewis D. Collins                   | Johnny Mack Brown, James Ellison                                                                 | Statele Unite ale Americii | B Western                                               |
| Only the Valiant                   | Gordon Douglas                     | Gregory Peck, Ward Bond                                                                          | Statele Unite ale Americii | Western tradițional                                     |
| Overland Telegraph                 | Lesley Selander                    | Tim Holt, Gail Davis                                                                             | Statele Unite ale Americii | B Western                                               |
| Pals of the Golden West            | William Witney                     | Roy Rogers, Dale Evans                                                                           | Statele Unite ale Americii | Singing cowboy Western                                  |
| Passage West                       | Lewis R. Foster                    | John Payne, Arleen Whelan                                                                        | Statele Unite ale Americii | B Western                                               |
| Pecos River                        | Fred F. Sears                      | Charles Starrett, Smiley Burnette, Jock Mahoney                                                  | Statele Unite ale Americii | Durango Kid serial Western                              |
| Prairie Roundup                    | Fred F. Sears                      | Charles Starrett, Smiley Burnette, Mary Castle                                                   | Statele Unite ale Americii | Durango Kid serial Western                              |
| Quebec                             | George Templeton                   | John Drew Barrymore, Corinne Calvet, Barbara Rush                                                | Statele Unite ale Americii | adventure Western                                       |
| Rawhide                            | Henry Hathaway                     | Tyrone Power, Susan Hayward                                                                      | Statele Unite ale Americii | Western tradițional                                     |
| The Redhead and the Cowboy         | Leslie Fenton                      | Glenn Ford, Rhonda Fleming                                                                       | Statele Unite ale Americii | Western tradițional                                     |
| Red Mountain                       | William Dieterle                   | Alan Ladd, Lizabeth Scott, Arthur Kennedy, John Ireland                                          | Statele Unite ale Americii | Western tradițional                                     |
| Ridin' the Outlaw Trail            | Fred F. Sears                      | Charles Starrett, Smiley Burnette, Sunny Vickers                                                 | Statele Unite ale Americii | Durango Kid serial Western                              |
| Roar of the Iron Horse             | Spencer Gordon Bennett             | Jock Mahoney                                                                                     | Statele Unite ale Americii | serial Western                                          |
| Rodeo King and the Senorita        | Philip Ford                        | Rex Allen                                                                                        | Statele Unite ale Americii | Singing cowboy Western                                  |
| Rough Riders of Durango            | Fred C. Brannon                    | Allan Lane, Denver Pyle                                                                          | Statele Unite ale Americii | B Western                                               |
| Saddle Legion                      | Lesley Selander                    | Tim Holt, Dorothy Malone, Robert J. Wilke                                                        | Statele Unite ale Americii | B Western                                               |
| Santa Fe                           | Irving Pichel                      | Randolph Scott                                                                                   | Statele Unite ale Americii | Western tradițional                                     |
| The Secret of Convict Lake         | Michael Gordon                     | Glenn Ford, Gene Tierney                                                                         | Statele Unite ale Americii | Film noir Western                                       |
| Sierra Passage                     | Frank McDonald                     | Wayne Morris, Lola Albright, Lloyd Corrigan                                                      | Statele Unite ale Americii | B Western                                               |
| Silver Canyon                      | John English                       | Gene Autry                                                                                       | Statele Unite ale Americii | Singing cowboy Western                                  |
| Silver City Bonanza                | George Blair                       | Rex Allen                                                                                        | Statele Unite ale Americii | Singing cowboy Western                                  |
| Snake River Desperadoes            | Fred F. Sears                      | Charles Starrett, Smiley Burnette, Don Reynolds                                                  | Statele Unite ale Americii | Durango Kid serial Western                              |
| South of Caliente                  | William Witney                     | Roy Rogers, Dale Evans                                                                           | Statele Unite ale Americii | Singing cowboy Western                                  |
| Spoilers of the Plains             | William Witney                     | Roy Rogers                                                                                       | Statele Unite ale Americii | Singing cowboy Western                                  |
| Sugarfoot                          | Edwin L. Marin                     | Randolph Scott                                                                                   | Statele Unite ale Americii | Western tradițional                                     |
| Texas Lawmen                       | Lewis D. Collins                   | Johnny Mack Brown, James Ellison                                                                 | Statele Unite ale Americii | B Western                                               |
| Texans Never Cry                   | Frank McDonald                     | Gene Autry                                                                                       | Statele Unite ale Americii | Singing cowboy Western                                  |
| The Texas Rangers                  | Phil Karlson                       | George Montgomery, Gale Storm                                                                    | Statele Unite ale Americii | B Western                                               |
| Thunder in God's Country           | George Blair                       | Rex Allen                                                                                        | Statele Unite ale Americii | Singing cowboy Western                                  |
| The Thundering Trail               | Ron Ormond                         | Lash La Rue, Al St. John, Sally Anglim                                                           | Statele Unite ale Americii | Lash La Rue serial Western                              |
| Tomahawk                           | George Sherman                     | Van Heflin, Yvonne De Carlo                                                                      | Statele Unite ale Americii | Western tradițional                                     |
| Utah Wagon Train                   | Philip Ford                        | Rex Allen                                                                                        | Statele Unite ale Americii | Singing cowboy Western                                  |
| Valley of Fire                     | John English                       | Gene Autry                                                                                       | Statele Unite ale Americii | Singing cowboy Western                                  |
| The Vanishing Outpost              | Ron Ormond                         | Lash La Rue, Al St. John, Archie Twitchell                                                       | Statele Unite ale Americii | Lash La Rue serial Western                              |
| Vengeance Valley                   | Richard Thorpe                     | Burt Lancaster, Robert Walker, Joanne Dru                                                        | Statele Unite ale Americii | Western tradițional                                     |
| Westward the Women                 | William A. Wellman                 | Robert Taylor, Denise Darcel, John McIntire                                                      | Statele Unite ale Americii | Western tradițional                                     |
| Whirlwind                          | John English                       | Gene Autry                                                                                       | Statele Unite ale Americii | Singing cowboy Western                                  |
| Yukon Manhunt                      | Frank McDonald                     | Kirby Grant, Gail Davis, Margaret Field                                                          | Statele Unite ale Americii | Canadian mountie B Western                              |
| 1952                               |                                    |                                                                                                  |                            |                                                         |
| Apache Country                     | George Archainbaud                 | Gene Autry                                                                                       | Statele Unite ale Americii | Singing cowboy Western                                  |
| Apache War Smoke                   | Harold F. Kress                    | Gilbert Roland, Glenda Farrell                                                                   | Statele Unite ale Americii | B Western                                               |
| Barbed Wire                        | George Archainbaud                 | Gene Autry                                                                                       | Statele Unite ale Americii | Singing cowboy Western                                  |
| The Battle at Apache Pass          | George Sherman                     | John Lund, Jeff Chandler                                                                         | Statele Unite ale Americii | B Western                                               |
| Bend of the River                  | Anthony Mann                       | James Stewart, Arthur Kennedy                                                                    | Statele Unite ale Americii | psychological Western                                   |
| The Big Sky                        | Howard Hawks                       | Kirk Douglas, Arthur Hunnicutt                                                                   | Statele Unite ale Americii | Western tradițional                                     |
| The Big Trees                      | Felix E. Feist                     | Kirk Douglas                                                                                     | Statele Unite ale Americii | Western tradițional                                     |
| Black Hills Ambush                 | Harry Keller                       | Allan Lane                                                                                       | Statele Unite ale Americii | B Western                                               |
| The Black Lash                     | Ron Ormond                         | Lash La Rue, Al St. John, Peggy Stewart                                                          | Statele Unite ale Americii | Lash La Rue serial Western                              |
| Blue Canadian Rockies              | George Archainbaud                 | Gene Autry                                                                                       | Statele Unite ale Americii | Singing cowboy Western                                  |
| Border Saddlemates                 | William Witney                     | Rex Allen                                                                                        | Statele Unite ale Americii | Singing cowboy Western                                  |
| Buffalo Bill in Tomahawk Territory | Bernard B. Ray                     | Clayton Moore                                                                                    | Statele Unite ale Americii | B Western                                               |
| Bugles in the Afternoon            | Roy Rowland                        | Ray Milland, Hugh Marlow, Helena Carter                                                          | Statele Unite ale Americii | cavalry/romance Western                                 |
| The Bushwackers                    | Rodney Amateau                     | John Ireland, Dorothy Malone                                                                     | Statele Unite ale Americii | Western tradițional                                     |
| California Conquest                | Lew Landers                        | Cornel Wilde, Teresa Wright                                                                      | Statele Unite ale Americii | B Western                                               |
| Canyon Ambush                      | Lewis D. Collins                   | Johnny Mack Brown                                                                                | Statele Unite ale Americii | B Western                                               |
| Captive of Billy the Kid           | Fred C. Brannon                    | Allan Lane                                                                                       | Statele Unite ale Americii | B Western                                               |
| Carson City                        | André De Toth                      | Randolph Scott                                                                                   | Statele Unite ale Americii | Western tradițional                                     |
| Cattle Town                        | Noel M. Smith                      | Dennis Morgan, Rita Moreno                                                                       | Statele Unite ale Americii | B Western                                               |
| The Cimarron Kid                   | Budd Boetticher                    | Audie Murphy, Beverly Tyler, James Best                                                          | Statele Unite ale Americii | Western tradițional                                     |
| Colorado Sundown                   | William Witney                     | Rex Allen                                                                                        | Statele Unite ale Americii | Singing cowboy Western                                  |
| Cripple Creek                      | Ray Nazarro                        | George Montgomery, Karin Booth                                                                   | Statele Unite ale Americii | B Western                                               |
| Denver and Rio Grande              | Byron Haskin                       | Edmond O'Brien, Sterling Hayden                                                                  | Statele Unite ale Americii | B Western                                               |
| Desert Passage                     | George Blair                       | Tim Holt, Joan Dixon                                                                             | Statele Unite ale Americii | B Western                                               |
| Desert Pursuit                     | George Blair                       | Wayne Morris, Virginia Grey                                                                      | Statele Unite ale Americii | B Western                                               |
| Desperadoes' Outpost               | Philip Ford                        | Allan Lane                                                                                       | Statele Unite ale Americii | B Western                                               |
| The Duel at Silver Creek           | Don Siegel                         | Audie Murphy, Faith Domergue                                                                     | Statele Unite ale Americii | Western tradițional                                     |
| El Enamorado                       | Miguel Zacarías                    | Pedro Infante, Sara Montiel, Eulalio González                                                    | Mexic                      | comedy Western                                          |
| Face to Face                       | John Brahm, Bretaigne Windust      | James Mason, Gene Lockhart, Robert Preston                                                       | Statele Unite ale Americii | Western tradițional                                     |
| Fargo                              | Lewis D. Collins                   | Wild Bill Elliott, Phyllis Coates                                                                | Statele Unite ale Americii | B Western                                               |
| Flaming Feather                    | Ray Enright                        | Sterling Hayden, Forrest Tucker                                                                  | Statele Unite ale Americii | B Western                                               |
| Fort Osage                         | Lesley Selander                    | Rod Cameron, Jane Nigh                                                                           | Statele Unite ale Americii | B Western                                               |
| The Frontier Phantom               | Ron Ormond                         | Lash La Rue, Al St. John, Archie Twitchell                                                       | Statele Unite ale Americii | Lash La Rue serial Western—last of the series           |
| Gold Fever                         | Leslie Goodwins                    | John Calvert, Ralph Morgan                                                                       | Statele Unite ale Americii | B Western                                               |
| Grubstake                          | Larry Buchanan                     | Stephen Wyman, Jack Klugman                                                                      | Statele Unite ale Americii | B Western                                               |
| The Gunman                         | Lewis D. Collins                   | Whip Wilson, Phyllis Coates                                                                      | Statele Unite ale Americii | B Western                                               |
| The Half-Breed                     | Stuart Gilmore                     | Robert Young, Janis Carter                                                                       | Statele Unite ale Americii | B Western                                               |
| Hangman's Knot                     | Roy Huggins                        | Randolph Scott, Donna Reed                                                                       | Statele Unite ale Americii | Western tradițional                                     |
| The Hawk of Wild River             | Fred F. Sears                      | Charles Starrett, Smiley Burnette, Jock Mahoney, Clayton Moore                                   | Statele Unite ale Americii | Durango Kid serial Western                              |
| Hellgate                           | Charles Marquis Warren             | Sterling Hayden, Joan Leslie, James Arness                                                       | Statele Unite ale Americii | B Western                                               |
| High Noon                          | Fred Zinnemann                     | Gary Cooper, Grace Kelly                                                                         | Statele Unite ale Americii | Revisionist Western                                     |
| Horizons West                      | Budd Boetticher                    | Robert Ryan, Julie Adams, Rock Hudson                                                            | Statele Unite ale Americii | Western tradițional                                     |
| Indian Uprising                    | Ray Nazarro                        | George Montgomery, Audrey Long                                                                   | Statele Unite ale Americii | B Western                                               |
| Junction City                      | Ray Nazarro                        | Charles Starrett, Smiley Burnette, Jock Mahoney                                                  | Statele Unite ale Americii | Durango Kid serial Western                              |
| The Kid from Broken Gun            | Fred F. Sears                      | Charles Starrett, Smiley Burnette, Jock Mahoney, Angela Stevens                                  | Statele Unite ale Americii | Durango Kid serial Western—the final film in the series |
| Laramie Mountains                  | Ray Nazarro                        | Charles Starrett, Smiley Burnette, Jock Mahoney                                                  | Statele Unite ale Americii | Durango Kid serial Western                              |
| The Last Musketeer                 | William Witney                     | Rex Allen                                                                                        | Statele Unite ale Americii | Singing cowboy Western                                  |
| Leadville Gunslinger               | Harry Keller                       | Allan Lane                                                                                       | Statele Unite ale Americii | B Western                                               |
| The Lion and the Horse             | Louis King                         | Steve Cochran, Ray Teal                                                                          | Statele Unite ale Americii | Western tradițional                                     |
| Lone Star                          | Vincent Sherman                    | Clark Gable, Ava Gardner, Broderick Crawford                                                     | Statele Unite ale Americii | Western tradițional                                     |
| The Lusty Men                      | Nicholas Ray                       | Susan Hayward, Robert Mitchum, Arthur Kennedy                                                    | Statele Unite ale Americii | Western tradițional                                     |
| Man from the Black Hills           | Thomas Carr                        | Johnny Mack Brown, James Ellison                                                                 | Statele Unite ale Americii | B Western                                               |
| The Maverick                       | Thomas Carr                        | Wild Bill Elliott, Phyllis Coates                                                                | Statele Unite ale Americii | B Western                                               |
| Montana Belle                      | Allan Dwan                         | Jane Russell, Scott Brady                                                                        | Statele Unite ale Americii | Western tradițional                                     |
| Montana Incident                   | Lewis D. Collins                   | Whip Wilson                                                                                      | Statele Unite ale Americii | B Western                                               |
| Montana Territory                  | Ray Nazarro                        | Lon McCallister, Wanda Hendrix                                                                   | Statele Unite ale Americii | B Western                                               |
| Night Raiders                      | Howard Bretherton                  | Whip Wilson, Fuzzy Knight                                                                        | Statele Unite ale Americii | B Western                                               |
| Night Stage to Galveston           | George Archainbaud                 | Gene Autry                                                                                       | Statele Unite ale Americii | Singing cowboy Western                                  |
| Oklahoma Annie                     | R. G. Springsteen                  | Judy Canova, John Russell                                                                        | Statele Unite ale Americii | B Western                                               |
| Old Oklahoma Plains                | William Witney                     | Rex Allen                                                                                        | Statele Unite ale Americii | Singing cowboy Western                                  |
| The Old West                       | George Archainbaud                 | Gene Autry                                                                                       | Statele Unite ale Americii | Singing cowboy Western                                  |
| The Outcasts of Poker Flat         | Joseph M. Newman                   | Anne Baxter, Dale Robertson                                                                      | Statele Unite ale Americii | B Western                                               |
| The Pathfinder                     | Sidney Salkow                      | George Montgomery, Helena Carter                                                                 | Statele Unite ale Americii | colonial Western                                        |
| Pony Soldier                       | Joseph M. Newman                   | Tyrone Power, Cameron Mitchell                                                                   | Statele Unite ale Americii | B Western                                               |
| Rancho Notorious                   | Fritz Lang                         | Marlene Dietrich, Arthur Kennedy, Mel Ferrer, George Reeves                                      | Statele Unite ale Americii | sex Western                                             |
| Return of the Texan                | Delmer Daves                       | Dale Robertson, Joanne Dru, Walter Brennan, Richard Boone                                        | Statele Unite ale Americii | Western tradițional                                     |
| The Rough, Tough West              | Ray Nazarro                        | Charles Starrett, Smiley Burnette, Jock Mahoney                                                  | Statele Unite ale Americii | Durango Kid serial Western                              |
| The San Francisco Story            | Robert Parrish                     | Joel McCrea, Yvonne De Carlo                                                                     | Statele Unite ale Americii | Western tradițional                                     |
| The Savage                         | George Marshall                    | Charlton Heston                                                                                  | Statele Unite ale Americii | Western tradițional                                     |
| Smokey Canyon                      | Fred F. Sears                      | Charles Starrett, Smiley Burnette, Jock Mahoney                                                  | Statele Unite ale Americii | Durango Kid serial Western                              |
| Son of Geronimo                    | Spencer Gordon Bennet              | Clayton Moore                                                                                    | Statele Unite ale Americii | serial Western                                          |
| Son of Paleface                    | Frank Tashlin                      | Bob Hope, Jane Russell, Roy Rogers                                                               | Statele Unite ale Americii | comedy Western                                          |
| South Pacific Trail                | William Witney                     | Rex Allen                                                                                        | Statele Unite ale Americii | Singing cowboy Western                                  |
| Springfield Rifle                  | André De Toth                      | Gary Cooper, Phyllis Thaxter                                                                     | Statele Unite ale Americii | Western tradițional                                     |
| The Treasure of Lost Canyon        | Ted Tetzlaff                       | William Powell, Julie Adams                                                                      | Statele Unite ale Americii | B Western                                               |
| Untamed Frontier                   | Hugo Fregonese                     | Joseph Cotten, Shelley Winters, Scott Brady, Lee Van Cleef                                       | Statele Unite ale Americii | Western tradițional                                     |
| Viva Zapata!                       | Elia Kazan                         | Marlon Brando, Jean Peters, Anthony Quinn, Joseph Wiseman                                        | Statele Unite ale Americii | biographical Western                                    |
| Wagon Team                         | George Archainbaud                 | Gene Autry                                                                                       | Statele Unite ale Americii | Singing cowboy Western                                  |
| The Wild North                     | Andrew Marton                      | Stewart Granger, Wendell Corey, Cyd Charisse                                                     | Statele Unite ale Americii | Western tradițional                                     |
| Yukon Gold                         | Frank McDonald                     | Kirby Grant, Martha Hyer                                                                         | Statele Unite ale Americii | Canadian mountie B Western                              |
| 1953                               |                                    |                                                                                                  |                            |                                                         |
| Ambush at Tomahawk Gap             | Fred F. Sears                      | John Hodiak, John Derek                                                                          | Statele Unite ale Americii | B Western                                               |
| Arena                              | Richard Fleischer                  | Gig Young, Jean Hagen                                                                            | Statele Unite ale Americii | 3-D Western                                             |
| Arrowhead                          | Charles Marquis Warren             | Charlton Heston, Jack Palance                                                                    | Statele Unite ale Americii | Western tradițional                                     |
| Bandits of the West                | Harry Keller                       | Allan Lane                                                                                       | Statele Unite ale Americii | B Western                                               |
| Born to the Saddle                 | William Beaudine                   | Chuck Courtney, Donald Woods                                                                     | Statele Unite ale Americii | B Western                                               |
| Calamity Jane                      | David Butler                       | Doris Day, Howard Keel                                                                           | Statele Unite ale Americii | musical/romance Western                                 |
| The Charge at Feather River        | Gordon Douglas                     | Guy Madison, Frank Lovejoy                                                                       | Statele Unite ale Americii | 3-D Western                                             |
| City of Bad Men                    | Harmon Jones                       | Dale Robertson, Jeanne Crain, Richard Boone                                                      | Statele Unite ale Americii | B Western                                               |
| Column South                       | Frederick de Cordova               | Audie Murphy, Joan Evans                                                                         | Statele Unite ale Americii | Western tradițional                                     |
| Conquest of Cochise                | William Castle                     | John Hodiak, Robert Stack                                                                        | Statele Unite ale Americii | B Western                                               |
| Cow Country                        | Lesley Selander                    | Edmond O'Brien, Helen Westcott                                                                   | Statele Unite ale Americii | B Western                                               |
| Devil's Canyon                     | Alfred L. Werker                   | Virginia Mayo, Dale Robertson                                                                    | Statele Unite ale Americii | B Western                                               |
| Down Laredo Way                    | William Witney                     | Rex Allen                                                                                        | Statele Unite ale Americii | Singing cowboy Western                                  |
| El Paso Stampede                   | Harry Keller                       | Allan Lane                                                                                       | Statele Unite ale Americii | B Western                                               |
| Escape from Fort Bravo             | John Sturges                       | William Holden, John Forsythe, Eleanor Parker                                                    | Statele Unite ale Americii | Western tradițional                                     |
| Fangs of the Arctic                | Frank McDonald                     | Kirby Grant, Lorna Hanson                                                                        | Statele Unite ale Americii | Canadian mountie B Western                              |
| The Fighting Lawman                | Thomas Carr                        | Wayne Morris, Virginia Grey                                                                      | Statele Unite ale Americii | B Western                                               |
| Fort Ti                            | William Castle                     | George Montgomery, Joan Vohs                                                                     | Statele Unite ale Americii | 3-D Western                                             |
| Fort Vengeance                     | Lesley Selander                    | James Craig, Rita Moreno                                                                         | Statele Unite ale Americii | Canadian mountie B Western                              |
| Goldtown Ghost Riders              | George Archainbaud                 | Gene Autry                                                                                       | Statele Unite ale Americii | Singing cowboy Western                                  |
| The Great Jesse James Raid         | Reginald Le Borg                   | Willard Parker, Barbara Payton                                                                   | Statele Unite ale Americii | B Western                                               |
| The Great Sioux Uprising           | Lloyd Bacon                        | Jeff Chandler, Faith Domergue                                                                    | Statele Unite ale Americii | B Western                                               |
| Gun Belt                           | Ray Nazarro                        | George Montgomery, Tab Hunter                                                                    | Statele Unite ale Americii | B Western                                               |
| Gun Fury                           | Raoul Walsh                        | Rock Hudson, Donna Reed, Lee Marvin                                                              | Statele Unite ale Americii | Western tradițional                                     |
| Gunsmoke                           | Nathan Juran                       | Audie Murphy, Susan Cabot                                                                        | Statele Unite ale Americii | Western tradițional                                     |
| Hannah Lee: An American Primitive  | Lee Garmes, John Ireland           | Macdonald Carey, Joanne Dru, John Ireland                                                        | Statele Unite ale Americii | 3-D Western (re-released in 1954 as Outlaw Territory)   |
| The Homesteaders                   | Lewis D. Collins                   | Wild Bill Elliott, Robert Lowery                                                                 | Statele Unite ale Americii | B Western                                               |
| Hondo                              | John Farrow                        | John Wayne, Geraldine Page, James Arness                                                         | Statele Unite ale Americii | 3-D Western                                             |
| Iron Mountain Trail                | William Witney                     | Rex Allen                                                                                        | Statele Unite ale Americii | Singing cowboy Western                                  |
| Jack McCall Desperado              | Sidney Salkow                      | George Montgomery, Douglas Kennedy                                                               | Statele Unite ale Americii | B Western                                               |
| Jack Slade                         | Harold D. Schuster                 | Mark Stevens, Dorothy Malone                                                                     | Statele Unite ale Americii | B Western                                               |
| Kansas Pacific                     | Ray Nazarro                        | Sterling Hayden, Clayton Moore                                                                   | Statele Unite ale Americii | B Western                                               |
| Last of the Comanches              | André De Toth                      | Broderick Crawford, Lloyd Bridges, Barbara Hale                                                  | Statele Unite ale Americii | Western tradițional                                     |
| Last of the Pony Riders            | George Archainbaud                 | Gene Autry                                                                                       | Statele Unite ale Americii | Singing cowboy Western                                  |
| The Last Posse                     | Alfred L. Werker                   | Broderick Crawford, John Derek                                                                   | Statele Unite ale Americii | Western tradițional                                     |
| Law and Order                      | Nathan Juran                       | Dorothy Malone, Ronald Reagan                                                                    | Statele Unite ale Americii | B Western                                               |
| The Lawless Breed                  | Raoul Walsh                        | Rock Hudson, Julie Adams, Lee Van Cleef                                                          | Statele Unite ale Americii | Western tradițional                                     |
| Lone Hand                          | George Sherman                     | Joel McCrea                                                                                      | Statele Unite ale Americii | Western tradițional                                     |
| The Man Behind the Gun             | Felix E. Feist                     | Randolph Scott                                                                                   | Statele Unite ale Americii | Western tradițional                                     |
| The Man from the Alamo             | Budd Boetticher                    | Glenn Ford, Julie Adams, Chill Wills, Hugh O'Brian                                               | Statele Unite ale Americii | Western tradițional                                     |
| The Marksman                       | Lewis D. Collins                   | Wayne Morris, Elena Verdugo                                                                      | Statele Unite ale Americii | B Western                                               |
| Marshal of Cedar Rock              | Harry Keller                       | Allan Lane                                                                                       | Statele Unite ale Americii | B Western                                               |
| The Marshal's Daughter             | William Berke                      | Hoot Gibson, Johnny Mack Brown, Laurie Anders                                                    | Statele Unite ale Americii | B Western                                               |
| The Moonlighter                    | Roy Rowland                        | Barbara Stanwyck, Fred MacMurray                                                                 | Statele Unite ale Americii | Western tradițional                                     |
| The Naked Spur                     | Anthony Mann                       | James Stewart, Janet Leigh, Robert Ryan                                                          | Statele Unite ale Americii | psychological Western                                   |
| The Nebraskan                      | Fred F. Sears                      | Philip Carey, Richard Webb                                                                       | Statele Unite ale Americii | B Western                                               |
| Northern Patrol                    | Rex Bailey                         | Kirby Grant, Marian Carr                                                                         | Statele Unite ale Americii | Canadian mountie B Western                              |
| Old Overland Trail                 | William Witney                     | Rex Allen                                                                                        | Statele Unite ale Americii | Singing cowboy Western                                  |
| On Top of Old Smokey               | George Archainbaud                 | Gene Autry                                                                                       | Statele Unite ale Americii | Singing cowboy Western                                  |
| Pack Train                         | George Archainbaud                 | Gene Autry                                                                                       | Statele Unite ale Americii | Singing cowboy Western                                  |
| A Perilous Journey                 | R. G. Springsteen                  | Vera Ralston, Scott Brady                                                                        | Statele Unite ale Americii | B Western                                               |
| The Phantom Stockman               | Lee Robinson                       | Chips Rafferty, Victoria Shaw                                                                    | Australia                  | Australian Western                                      |
| Pony Express                       | Jerry Hopper                       | Charlton Heston, Rhonda Fleming, Forrest Tucker                                                  | Statele Unite ale Americii | Western tradițional                                     |
| Powder River                       | Louis King                         | Rory Calhoun, Corinne Calvet                                                                     | Statele Unite ale Americii | B Western                                               |
| The Redhead from Wyoming           | Lee Sholem                         | Maureen O'Hara, Alex Nicol                                                                       | Statele Unite ale Americii | B Western                                               |
| Red River Shore                    | Harry Keller                       | Rex Allen                                                                                        | Statele Unite ale Americii | Singing cowboy Western                                  |
| Ride, Vaquero!                     | John Farrow                        | Robert Taylor, Ava Gardner, Howard Keel                                                          | Statele Unite ale Americii | Western tradițional                                     |
| Saginaw Trail                      | George Archainbaud                 | Gene Autry                                                                                       | Statele Unite ale Americii | Singing cowboy Western                                  |
| San Antone                         | Joseph Kane                        | Rod Cameron, Arleen Whelan                                                                       | Statele Unite ale Americii | B Western                                               |
| Seminole                           | Budd Boetticher                    | Rock Hudson, Anthony Quinn                                                                       | Statele Unite ale Americii | Florida Western                                         |
| Shadows of Tombstone               | William Witney                     | Rex Allen                                                                                        | Statele Unite ale Americii | Singing cowboy Western                                  |
| Shane                              | George Stevens                     | Alan Ladd, Jean Arthur, Van Heflin, Jack Palance                                                 | Statele Unite ale Americii | Western tradițional                                     |
| Shark River                        | John Rawlins                       | Steve Cochran, Carole Mathews                                                                    | Statele Unite ale Americii | Florida Western                                         |
| The Stranger Wore a Gun            | André De Toth                      | Randolph Scott, Claire Trevor                                                                    | Statele Unite ale Americii | Western tradițional                                     |
| The Tall Texan                     | Elmo Williams                      | Lloyd Bridges, Lee J. Cobb                                                                       | Statele Unite ale Americii | B Western                                               |
| Thunder Over the Plains            | André De Toth                      | Randolph Scott                                                                                   | Statele Unite ale Americii | Western tradițional                                     |
| Tumbleweed                         | Nathan Juran                       | Audie Murphy, Chill Wills                                                                        | Statele Unite ale Americii | Western tradițional                                     |
| War Arrow                          | George Sherman                     | Maureen O'Hara, Jeff Chandler                                                                    | Statele Unite ale Americii | Western tradițional                                     |
| Winning of the West                | George Archainbaud                 | Gene Autry, Gail Davis                                                                           | Statele Unite ale Americii | Singing cowboy Western                                  |
| 1954                               |                                    |                                                                                                  |                            |                                                         |
| El Águila Negra                    | Ramón Peón                         | Fernando Casanova, Perla Aguiar, Eulalio González                                                | Mexic                      | Mexico Western                                          |
| Apache                             | Robert Aldrich                     | Burt Lancaster, Jean Peters                                                                      | Statele Unite ale Americii | Western tradițional                                     |
| Arrow in the Dust                  | Lesley Selander                    | Sterling Hayden, Coleen Gray                                                                     | Statele Unite ale Americii | B Western                                               |
| Battle of Rogue River              | William Castle                     | George Montgomery, Richard Denning                                                               | Statele Unite ale Americii | B Western                                               |
| The Black Dakotas                  | Ray Nazarro                        | Gary Merrill, Wanda Hendrix                                                                      | Statele Unite ale Americii | B Western                                               |
| Black Horse Canyon                 | Jesse Hibbs                        | Joel McCrea, Mari Blanchard                                                                      | Statele Unite ale Americii | Western tradițional                                     |
| Border River                       | George Sherman                     | Joel McCrea                                                                                      | Statele Unite ale Americii | Western tradițional                                     |
| The Bounty Hunter                  | André De Toth                      | Randolph Scott, Ernest Borgnine                                                                  | Statele Unite ale Americii | Western tradițional                                     |
| The Boy from Oklahoma              | Michael Curtiz                     | Will Rogers, Jr., Nancy Olson                                                                    | Statele Unite ale Americii | Western tradițional                                     |
| Broken Lance                       | Edward Dmytryk                     | Spencer Tracy, Richard Widmark                                                                   | Statele Unite ale Americii | Western tradițional                                     |
| Cattle Queen of Montana            | Allan Dwan                         | Barbara Stanwyck, Ronald Reagan                                                                  | Statele Unite ale Americii | B Western                                               |
| The Command                        | David Butler                       | Guy Madison, Joan Weldon                                                                         | Statele Unite ale Americii | B Western                                               |
| Dawn at Socorro                    | George Sherman                     | Rory Calhoun, Piper Laurie                                                                       | Statele Unite ale Americii | B Western                                               |
| The Desperado                      | Thomas Carr                        | Wayne Morris, Jimmy Lydon                                                                        | Statele Unite ale Americii | B Western                                               |
| Destry                             | George Marshall                    | Audie Murphy, Mari Blanchard                                                                     | Statele Unite ale Americii | Western tradițional                                     |
| Drum Beat                          | Delmer Daves                       | Alan Ladd, Audrey Dalton                                                                         | Statele Unite ale Americii | Western tradițional                                     |
| Drums Across the River             | Nathan Juran                       | Audie Murphy, Walter Brennan                                                                     | Statele Unite ale Americii | Western tradițional                                     |
| The Forty-Niners                   | Thomas Carr                        | Wild Bill Elliott, Virginia Grey                                                                 | Statele Unite ale Americii | B Western                                               |
| Four Guns to the Border            | Richard Carlson                    | Rory Calhoun, Colleen Miller                                                                     | Statele Unite ale Americii | B Western                                               |
| Garden of Evil                     | Henry Hathaway                     | Gary Cooper, Susan Hayward, Richard Widmark                                                      | Statele Unite ale Americii | Western tradițional                                     |
| Gunfighters of the Northwest       | Spencer Gordon Bennet              | Jock Mahoney, Clayton Moore                                                                      | Statele Unite ale Americii | serial Western                                          |
| Gypsy Colt                         | Andrew Marton                      | Donna Corcoran, Ward Bond, Lee Van Cleef                                                         | Statele Unite ale Americii | family Western                                          |
| Jack McCall Desperado              | Sidney Salkow                      | George Montgomery, Angela Stevens                                                                | Statele Unite ale Americii |                                                         |
| Jesse James vs. the Daltons        | William Castle                     | Brett King, Barbara Lawrence, James Griffith                                                     | Statele Unite ale Americii | 3-D Western                                             |
| Jesse James' Women                 | Don "Red" Barry                    | Don "Red" Barry, Peggie Castle                                                                   | Statele Unite ale Americii | B Western                                               |
| Johnny Guitar                      | Nicholas Ray                       | Joan Crawford, Sterling Hayden, Mercedes McCambridge, Ward Bond, Ernest Borgnine, John Carradine | Statele Unite ale Americii | Film noir Western                                       |
| Jubilee Trail                      | Joseph Kane                        | Vera Ralston, Joan Leslie, Forrest Tucker                                                        | Statele Unite ale Americii | B Western                                               |
| The Law vs. Billy the Kid          | William Castle                     | Scott Brady, James Griffith                                                                      | Statele Unite ale Americii | B Western                                               |
| The Lawless Rider                  | Yakima Canutt                      | Johnny Carpenter, Rose Bascom                                                                    | Statele Unite ale Americii | B Western                                               |
| The Lone Gun                       | Ray Nazarro                        | George Montgomery, Dorothy Malone                                                                | Statele Unite ale Americii | B Western                                               |
| Man with the Steel Whip            | Franklin Adreon                    | Dick Simmons                                                                                     | Statele Unite ale Americii | serial Western                                          |
| Massacre Canyon                    | Fred F. Sears                      | Philip Carey, Audrey Totter                                                                      | Statele Unite ale Americii | B Western                                               |
| Masterson of Kansas                | William Castle                     | George Montgomery, James Griffith, Bruce Cowling, Nancy Gates                                    | Statele Unite ale Americii | B Western                                               |
| The Outcast                        | William Witney                     | John Derek. Joan Evans                                                                           | Statele Unite ale Americii | B Western                                               |
| The Outlaw Stallion                | Fred F. Sears                      | Philip Carey, Dorothy Patrick                                                                    | Statele Unite ale Americii | B Western                                               |
| Outlaw's Daughter                  | Wesley Barry                       | Bill Williams, Kelly Ryan                                                                        | Statele Unite ale Americii | B Western                                               |
| Overland Pacific                   | Fred F. Sears                      | Jock Mahoney, Peggie Castle                                                                      | Statele Unite ale Americii | B Western                                               |
| Passion                            | Allan Dwan                         | Cornel Wilde, Yvonne De Carlo                                                                    | Statele Unite ale Americii | Western tradițional                                     |
| Phantom Stallion                   | Harry Keller                       | Rex Allen                                                                                        | Statele Unite ale Americii | Singing cowboy Western                                  |
| Rails into Laramie                 | Jesse Hibbs                        | John Payne, Dan Duryea                                                                           | Statele Unite ale Americii | B Western                                               |
| Ride Clear of Diablo               | Jesse Hibbs                        | Audie Murphy, Dan Duryea                                                                         | Statele Unite ale Americii | Western tradițional                                     |
| Riding Shotgun                     | André De Toth                      | Randolph Scott, Charles Bronson                                                                  | Statele Unite ale Americii | Western tradițional                                     |
| Riding with Buffalo Bill           | Spencer Gordon Bennet              | Marshall Reed                                                                                    | Statele Unite ale Americii | serial Western                                          |
| River of No Return                 | Otto Preminger                     | Robert Mitchum, Marilyn Monroe, Rory Calhoun                                                     | Statele Unite ale Americii | Western tradițional                                     |
| Saskatchewan                       | Raoul Walsh                        | Alan Ladd, Shelley Winters                                                                       | Statele Unite ale Americii | Canadian mountie Western                                |
| Shot in the Frontier               | Jules White                        | Moe Howard, Larry Fine, Shemp Howard                                                             | Statele Unite ale Americii | comedy Western                                          |
| Siege at Red River                 | Rudolph Maté                       | Van Johnson, Joanne Dru, Richard Boone                                                           | Statele Unite ale Americii | Western tradițional                                     |
| Silver Lode                        | Allan Dwan                         | Dan Duryea, John Payne                                                                           | Statele Unite ale Americii | B Western                                               |
| Sitting Bull                       | Sidney Salkow                      | Dale Robertson, Mary Murphy                                                                      | Statele Unite ale Americii | B Western                                               |
| Taza, Son of Cochise               | Douglas Sirk                       | Rock Hudson, Barbara Rush                                                                        | Statele Unite ale Americii |                                                         |
| They Rode West                     | Phil Karlson                       | Robert Francis, Donna Reed                                                                       | Statele Unite ale Americii | B Western                                               |
| Track of the Cat                   | William A. Wellman                 | Robert Mitchum, Teresa Wright, Diana Lynn, Tab Hunter                                            | Statele Unite ale Americii | psychological Western                                   |
| Vera Cruz                          | Robert Aldrich                     | Gary Cooper, Burt Lancaster, Denise Darcel                                                       | Statele Unite ale Americii | Western tradițional                                     |
| Yukon Vengeance                    | William Beaudine                   | Kirby Grant, Monte Hale                                                                          | Statele Unite ale Americii | Canadian mountie B Western                              |

## 1955-1959
| 1955                                      |                                         |                                                                                      |                                                       |                                                          |
| The Americano                             | William Castle                          | Glenn Ford, Frank Lovejoy, Cesar Romero, Ursula Thiess                               | Statele Unite ale Americii                            | Exotic Western                                           |
| Apache Ambush                             | Fred F. Sears                           | Bill Williams, Richard Jaeckel                                                       | Statele Unite ale Americii                            | B Western                                                |
| Apache Woman                              | Roger Corman                            | Lloyd Bridges                                                                        | Statele Unite ale Americii                            | B Western                                                |
| At Gunpoint                               | Alfred L. Werker                        | Fred MacMurray, Dorothy Malone                                                       | Statele Unite ale Americii                            | Western tradițional                                      |
| Bad Day at Black Rock                     | John Sturges                            | Spencer Tracy, Robert Ryan                                                           | Statele Unite ale Americii                            | film noir Western                                        |
| Canyon Crossroads                         | Alfred L. Werker                        | Richard Basehart, Phyllis Kirk                                                       | Statele Unite ale Americii                            | B Western                                                |
| Chief Crazy Horse                         | George Sherman                          | Victor Mature                                                                        | Statele Unite ale Americii                            |                                                          |
| Count Three and Pray                      | George Sherman                          | Van Heflin, Joanne Woodward                                                          | Statele Unite ale Americii                            | southern Western                                         |
| Coyote                                    | Joaquín Luis, Romero Marchent           |                                                                                      | Spania                                                |                                                          |
| The Far Country                           | Anthony Mann                            | James Stewart                                                                        | Statele Unite ale Americii                            |                                                          |
| Five Guns West                            | Roger Corman                            | John Lund, Dorothy Malone                                                            | Statele Unite ale Americii                            | B Western                                                |
| Fort Yuma                                 | Lesley Selander                         | Peter Graves, Joan Vohs                                                              | Statele Unite ale Americii                            | B Western                                                |
| Foxfire                                   | Joseph Pevney                           | Jane Russell, Jeff Chandler, Dan Duryea                                              | Statele Unite ale Americii                            |                                                          |
| Fury in Paradise                          | George Bruce                            | Peter M. Thompson, Rebeca Iturbide                                                   | ,                                                     | B Western                                                |
| The Gun that Won the West                 | William Castle                          | Dennis Morgan, Paula Raymond                                                         | Statele Unite ale Americii                            | B Western                                                |
| The Indian Fighter                        | André De Toth                           | Kirk Douglas, Elsa Martinelli                                                        | Statele Unite ale Americii                            | Western tradițional                                      |
| La justicia del Coyote'                   | Joaquin Luis Romero Marchent            |                                                                                      | Spania                                                |                                                          |
| The Kentuckian                            | Burt Lancaster                          | Burt Lancaster, Dianne Foster, Diana Lynn, Walter Matthau                            | Statele Unite ale Americii                            | frontier Western                                         |
| The Last Command                          | Frank Lloyd                             | Sterling Hayden, Richard Carlson                                                     | Statele Unite ale Americii                            | B Western                                                |
| The Last Frontier                         | Anthony Mann                            | Victor Mature, Guy Madison                                                           | Statele Unite ale Americii                            | Western tradițional                                      |
| Last of the Desperados                    | Sam Newfield                            | James Craig, Barton MacLane                                                          | Statele Unite ale Americii                            | B Western                                                |
| A Lawless Street                          | Joseph H. Lewis                         | Randolph Scott                                                                       | Statele Unite ale Americii                            | Western tradițional                                      |
| The Lonesome Trail                        | Richard Bartlett                        | Wayne Morris, John Agar                                                              | Statele Unite ale Americii                            | B Western                                                |
| A Man Alone                               | Ray Milland                             | Ray Milland, Mary Murphy, Ward Bond, Raymond Burr, Lee Van Cleef                     | Statele Unite ale Americii                            | Film noir Western                                        |
| The Man from Bitter Ridge                 | Jack Arnold                             | Lex Barker, Mara Corday                                                              | Statele Unite ale Americii                            | B Western                                                |
| The Man from Laramie                      | Anthony Mann                            | James Stewart, Arthur Kennedy                                                        | Statele Unite ale Americii                            | psychological Western                                    |
| Man with the Gun                          | Richard Wilson                          | Robert Mitchum, Jan Sterling                                                         | Statele Unite ale Americii                            |                                                          |
| Man Without a Star                        | King Vidor                              | Kirk Douglas, Richard Boone                                                          | Statele Unite ale Americii                            | B Western                                                |
| Many Rivers to Cross                      | Roy Rowland                             | Robert Taylor, Eleanor Parker                                                        | Statele Unite ale Americii                            | Western tradițional                                      |
| The Marauders                             | Gerald Mayer                            | Dan Duryea, Jeff Richards                                                            | Statele Unite ale Americii                            | B Western                                                |
| The Naked Dawn                            | Edgar G. Ulmer                          | Arthur Kennedy, Betta St. John                                                       | Statele Unite ale Americii                            | B Western                                                |
| Oklahoma!                                 | Fred Zinnemann                          | Gordon MacRae, Gloria Grahame                                                        | Statele Unite ale Americii                            | musical Western                                          |
| Outlaw Treasure                           | Oliver Drake                            | Johnny Carpenter, Adele Jergens                                                      | Statele Unite ale Americii                            | B Western                                                |
| Rage at Dawn                              | Tim Whelan                              | Randolph Scott, Forrest Tucker                                                       | Statele Unite ale Americii                            | Western tradițional                                      |
| The Rawhide Years                         | Rudolph Maté                            | Tony Curtis, Colleen Miller                                                          | Statele Unite ale Americii                            | Western tradițional                                      |
| The Road to Denver                        | Joseph Kane                             | John Payne, Lee J. Cobb, Lee Van Cleef                                               | Statele Unite ale Americii                            | B Western                                                |
| 'Robbers' Roost'                          | Sidney Salkow                           | George Montgomery, Richard Boone                                                     | Statele Unite ale Americii                            |                                                          |
| Run for Cover                             | Nicholas Ray                            | James Cagney, Viveca Lindfors                                                        | Statele Unite ale Americii                            |                                                          |
| Santa Fe Passage                          | William Witney                          | John Payne, Faith Domergue                                                           | Statele Unite ale Americii                            | B Western                                                |
| Shotgun                                   | Lesley Selander                         | Sterling Hayden, Yvonne De Carlo                                                     | Statele Unite ale Americii                            | B Western                                                |
| The Spoilers                              | Jesse Hibbs                             | Anne Baxter, Jeff Chandler, Rory Calhoun                                             | Statele Unite ale Americii                            | B Western                                                |
| Stranger on Horseback                     | Jacques Tourneur                        | Joel McCrea                                                                          | Statele Unite ale Americii                            | Western tradițional                                      |
| Tall Man Riding                           | Lesley Selander                         | Randolph Scott, Dorothy Malone                                                       | Statele Unite ale Americii                            | Western tradițional                                      |
| The Tall Men                              | Raoul Walsh                             | Clark Gable, Jane Russell, Robert Ryan                                               | Statele Unite ale Americii                            | Western tradițional                                      |
| Ten Wanted Men                            | H. Bruce Humberstone                    | Randolph Scott, Richard Boone                                                        | Statele Unite ale Americii                            | Western tradițional                                      |
| Tennessee's Partner                       | Allan Dwan                              | John Payne, Ronald Reagan                                                            | Statele Unite ale Americii                            | B Western                                                |
| The Treasure of Pancho Villa              | George Sherman                          | Rory Calhoun, Shelley Winters                                                        | Statele Unite ale Americii                            | Western tradițional                                      |
| The Violent Men                           | Rudolph Maté                            | Barbara Stanwyck, Edward G. Robinson, Brian Keith, Glenn Ford                        | Statele Unite ale Americii                            | Western tradițional                                      |
| White Feather                             | Robert D. Webb                          | Robert Wagner, John Lund, Debra Paget, Jeffrey Hunter                                | Statele Unite ale Americii                            | Western tradițional                                      |
| Wichita                                   | Jacques Tourneur                        | Joel McCrea, Vera Miles, Lloyd Bridges                                               | Statele Unite ale Americii                            | Western tradițional                                      |
| Yellowneck                                | R. John Hugh                            | Lin McCarthy, Stephen Courtleigh                                                     | Statele Unite ale Americii                            | B Florida Western                                        |
| 1956                                      |                                         |                                                                                      |                                                       |                                                          |
| 7th Cavalry                               | Joseph H. Lewis                         | Randolph Scott                                                                       | Statele Unite ale Americii                            | cavalry Western                                          |
| Backlash                                  | John Sturges                            | Richard Widmark, Donna Reed                                                          | Statele Unite ale Americii                            | psychological Western                                    |
| Bandido                                   | Richard Fleischer                       | Robert Mitchum, Ursula Thiess                                                        | Statele Unite ale Americii                            | outlaw Western                                           |
| The Beast of Hollow Mountain              | Edward Nassour, Ismael Rodríguez        | Guy Madison, Patricia Medina                                                         | Statele Unite ale Americii                            | horror Western                                           |
| Blackjack Ketchum, Desperado              | Earl Bellamy                            | Howard Duff, Victor Jory                                                             | Statele Unite ale Americii                            | B Western                                                |
| The Black Whip                            | Charles Marquis Warren                  | Hugh Marlowe, Angie Dickinson, Coleen Gray, Adele Mara                               | Statele Unite ale Americii                            | B Western                                                |
| Blazing the Overland Trail                | Spencer Gordon Bennet                   | Dennis Moore                                                                         | Statele Unite ale Americii                            | serial Western                                           |
| The Brass Legend                          | Gerd Oswald                             | Hugh O'Brian, Nancy Gates                                                            | Statele Unite ale Americii                            | B Western                                                |
| The Broken Star                           | Lesley Selander                         | Howard Duff                                                                          | Statele Unite ale Americii                            | B Western                                                |
| The Burning Hills                         | Stuart Heisler                          | Tab Hunter, Natalie Wood                                                             | Statele Unite ale Americii                            | romance Western                                          |
| Canyon River                              | Harmon Jones                            | George Montgomery, Marcia Henderson                                                  | Statele Unite ale Americii                            | B Western                                                |
| Comanche                                  | George Sherman                          | Dana Andrews, Kent Smith                                                             | Statele Unite ale Americii                            | B Western                                                |
| Dakota Incident                           | Lewis R. Foster                         | Linda Darnell, Dale Robertson                                                        | Statele Unite ale Americii                            | B Western                                                |
| A Day of Fury                             | Harmon Jones                            | Dale Robertson, Mara Corday, Jock Mahoney                                            | Statele Unite ale Americii                            | B Western                                                |
| The Desperados Are in Town                | Kurt Neumann                            | Robert Arthur, Kathleen Nolan                                                        | Statele Unite ale Americii                            | B Western                                                |
| The Fastest Gun Alive                     | Russell Rouse                           | Glenn Ford, Broderick Crawford                                                       | Statele Unite ale Americii                            | Western tradițional                                      |
| The First Texan                           | Byron Haskin                            | Joel McCrea, Felicia Farr                                                            | Statele Unite ale Americii                            | Western tradițional                                      |
| The First Traveling Saleslady             | Arthur Lubin                            | Ginger Rogers, Barry Nelson, Carol Channing, James Arness, Clint Eastwood            | Statele Unite ale Americii                            | comedy Western                                           |
| Frontier Gambler                          | Sam Newfield                            | John Bromfield, Coleen Gray                                                          | Statele Unite ale Americii                            | B Western                                                |
| Frontier Woman                            | Ron Ormond                              | Cindy Carson, Lance Fuller                                                           | Statele Unite ale Americii                            | B Western                                                |
| Fury at Gunsight Pass                     | Fred F. Sears                           | David Brian, Neville Brand                                                           | Statele Unite ale Americii                            | B Western                                                |
| Ghost Town                                | Allen H. Miner                          | Kent Taylor, John Smith                                                              | Statele Unite ale Americii                            | B Western                                                |
| Giant                                     | George Stevens                          | Elizabeth Taylor, Rock Hudson, James Dean                                            | Statele Unite ale Americii                            | contemporary Western                                     |
| Great Day in the Morning                  | Jacques Tourneur                        | Robert Stack, Virginia Mayo                                                          | Statele Unite ale Americii                            | B Western                                                |
| Gun Brothers                              | Sidney Salkow                           | Buster Crabbe, Ann Robinson                                                          | Statele Unite ale Americii                            | B Western                                                |
| Gun the Man Down                          | Andrew McLaglen                         | James Arness, Angie Dickinson                                                        | Statele Unite ale Americii                            | Western tradițional                                      |
| Gunslinger                                | Roger Corman                            | John Ireland, Beverly Garland                                                        | Statele Unite ale Americii                            | B Western                                                |
| Hidden Guns                               | Albert C. Gannaway                      | Bruce Bennett, Richard Arlen, Angie Dickinson                                        | Statele Unite ale Americii                            | B Western                                                |
| I Killed Wild Bill Hickok                 | Richard Talmadge                        | Johnny Carpenter, Tom Brown                                                          | Statele Unite ale Americii                            | B Western                                                |
| Johnny Concho                             | Don McGuire                             | Frank Sinatra, Keenan Wynn, Phyllis Kirk                                             | Statele Unite ale Americii                            | Western tradițional                                      |
| Jubal                                     | Delmer Daves                            | Glenn Ford, Ernest Borgnine, Charles Bronson                                         | Statele Unite ale Americii                            | Western tradițional                                      |
| Kentucky Rifle                            | Carl K. Hittleman                       | Chill Wills, Lance Fuller                                                            | Statele Unite ale Americii                            | B Western                                                |
| The King and Four Queens                  | Raoul Walsh                             | Clark Gable, Eleanor Parker                                                          | Statele Unite ale Americii                            | comedy Western                                           |
| The Last Hunt                             | Richard Brooks                          | Robert Taylor, Stewart Granger, Debra Paget                                          | Statele Unite ale Americii                            | Western tradițional                                      |
| The Last Wagon                            | Delmer Daves                            | Richard Widmark, Felicia Farr                                                        | Statele Unite ale Americii                            | Western tradițional                                      |
| The Lone Ranger                           | Stuart Heisler                          | Clayton Moore, Jay Silverheels                                                       | Statele Unite ale Americii                            | B Western                                                |
| Love Me Tender                            | Robert D. Webb                          | Elvis Presley, Debra Paget, Richard Egan                                             | Statele Unite ale Americii                            | musical Western                                          |
| Man from Del Rio                          | Harry Horner                            | Anthony Quinn                                                                        | Statele Unite ale Americii                            | B Western                                                |
| Massacre                                  | Louis King                              | Dane Clark, James Craig                                                              | Statele Unite ale Americii                            | B Western                                                |
| Massacre at Sand Creek                    | Arthur Hiller                           | Everett Sloane, John Derek                                                           | Statele Unite ale Americii                            | B Western                                                |
| The Maverick Queen                        | Joseph Kane                             | Barbara Stanwyck, Barry Sullivan                                                     | Statele Unite ale Americii                            | Western tradițional                                      |
| Mohawk                                    | Kurt Neumann                            | Scott Brady, Rita Gam                                                                | Statele Unite ale Americii                            | B Western                                                |
| The Naked Hills                           | Josef Shaftel                           | David Wayne, Keenan Wynn                                                             | Statele Unite ale Americii                            | B Western                                                |
| Naked Gun                                 | Eddie Dew                               | Willard Parker, Mara Corday                                                          | Statele Unite ale Americii                            | B Western                                                |
| The Oklahoma Woman                        | Roger Corman                            | Peggie Castle, Richard Denning                                                       | Statele Unite ale Americii                            | B Western                                                |
| Pardners                                  | Norman Taurog                           | Dean Martin, Jerry Lewis                                                             | Statele Unite ale Americii                            | comedy Western                                           |
| The Peacemaker                            | Ted Post                                | James Mitchell, Rosemarie Bowe                                                       | Statele Unite ale Americii                            | B Western                                                |
| Perils of the Wilderness                  | Spencer Gordon Bennet                   | Dennis Moore, Evelyn Finley                                                          | Statele Unite ale Americii                            | serial Western                                           |
| Pillars of the Sky                        | George Marshall                         | Jeff Chandler, Dorothy Malone, Lee Marvin, Ward Bond                                 | Statele Unite ale Americii                            | Western tradițional                                      |
| The Proud Ones                            | Robert D. Webb                          | Robert Ryan, Virginia Mayo                                                           | Statele Unite ale Americii                            | B Western                                                |
| Quincannon - Frontier Scout               | Lesley Selander                         | Tony Martin, Peggie Castle                                                           | Statele Unite ale Americii                            | B Western                                                |
| The Searchers                             | John Ford                               | John Wayne, Jeffrey Hunter, Natalie Wood                                             | Statele Unite ale Americii                            | epic Western                                             |
| Secret of Treasure Mountain               | Seymour Friedman                        | Valerie French, Raymond Burr                                                         | Statele Unite ale Americii                            | B Western                                                |
| Seven Men From Now                        | Budd Boetticher                         | Randolph Scott, Gail Russell, Lee Marvin                                             | Statele Unite ale Americii                            | Western tradițional                                      |
| Star in the Dust                          | Charles F. Haas                         | John Agar, Mamie Van Doren, Richard Boone, Clint Eastwood                            | Statele Unite ale Americii                            | B Western                                                |
| Tribute to a Bad Man                      | Robert Wise                             | James Cagney, Don Dubbins                                                            | Statele Unite ale Americii                            |                                                          |
| Walk the Proud Land                       | Jesse Hibbs                             | Audie Murphy, Anne Bancroft                                                          | Statele Unite ale Americii                            | Western tradițional                                      |
| Westward Ho, The Wagons!                  | William Beaudine                        | Fess Parker, Kathleen Crowley                                                        | Statele Unite ale Americii                            | children's Western                                       |
| 1957                                      |                                         |                                                                                      |                                                       |                                                          |
| 'Along the Mohawk Trail'                  | Sidney Salkow, Sam Newfield             | John Hurt, Lon Chaney jr.                                                            | Statele Unite ale Americii                            |                                                          |
| Apache Warrior                            | Elmo Williams                           | Keith Larson, Jim Davis                                                              | Statele Unite ale Americii                            | B Western                                                |
| The Badge of Marshal Brennan              | Albert C. Gannaway                      | Jim Davis, Arleen Whelan                                                             | Statele Unite ale Americii                            | B Western                                                |
| The Badlands of Montana                   | Daniel B. Ullman                        | Rex Reason, Margia Dean, Emile Meyer                                                 | Statele Unite ale Americii                            | B Western                                                |
| The Big Land                              | Gordon Douglas                          | Alan Ladd, Virginia Mayo                                                             | Statele Unite ale Americii                            | Western tradițional                                      |
| Black Patch                               | Allen H. Miner                          | George Montgomery, Diane Brewster                                                    | Statele Unite ale Americii                            | B Western                                                |
| The Buckskin Lady                         | Carl K. Hittleman                       | Patricia Medina, Richard Denning                                                     | Statele Unite ale Americii                            | B Western                                                |
| Campbell's Kingdom                        | Ralph Thomas                            | Dirk Bogard                                                                          | Regatul Unit al Marii Britanii și al Irlandei de Nord | Euro Western                                             |
| The Dalton Girls                          | Reginald Le Borg                        | Merry Anders, Penny Edwards                                                          | Statele Unite ale Americii                            | B Western                                                |
| Decision at Sundown                       | Budd Boetticher                         | Randolph Scott, John Carroll                                                         | Statele Unite ale Americii                            | Western tradițional                                      |
| Domino Kid                                | Ray Nazarro                             | Rory Calhoun, Kristine Miller                                                        | Statele Unite ale Americii                            | B Western                                                |
| Dragoon Wells Massacre                    | Harold D. Schuster                      | Barry Sullivan, Dennis O'Keefe                                                       | Statele Unite ale Americii                            | B Western                                                |
| Drango                                    | Hall Bartlett, Jules Bricken            | Jeff Chandler, Julie London                                                          | Statele Unite ale Americii                            | B Western                                                |
| Duel at Apache Wells                      | Joseph Kane                             | Anna Maria Alberghetti, Ben Cooper                                                   | Statele Unite ale Americii                            | B Western                                                |
| Escape from Red Rock                      | Edward Bernds                           | Brian Donlevy, Eilene Janssen                                                        | Statele Unite ale Americii                            | B Western                                                |
| Flesh and the Spur                        | Edward L. Cahn                          | John Agar, Marla English                                                             | Statele Unite ale Americii                            | B Western                                                |
| Forty Guns                                | Samuel Fuller                           | Barbara Stanwyck, Barry Sullivan                                                     | Statele Unite ale Americii                            | Western tradițional                                      |
| Fury at Showdown                          | Gerd Oswald                             | John Derek, John Smith                                                               | Statele Unite ale Americii                            | B Western                                                |
| Gun Battle at Monterey                    | Sidney Franklin, Jr., Carl K. Hittleman | Sterling Hayden, Pamela Duncan, Lee Van Cleef                                        | Statele Unite ale Americii                            | B Western                                                |
| Gun Duel in Durango                       | Sidney Salkow                           | George Montgomery, Ann Robinson                                                      | Statele Unite ale Americii                            | B Western                                                |
| Gun for a Coward                          | Abner Biberman                          | Fred MacMurray, Jeffrey Hunter                                                       | Statele Unite ale Americii                            | B Western                                                |
| Gun Glory                                 | Roy Rowland                             | Stewart Granger, Rhonda Fleming                                                      | Statele Unite ale Americii                            | B Western                                                |
| Gunfight at the O.K. Corral               | John Sturges                            | Burt Lancaster, Kirk Douglas, Rhonda Fleming                                         | Statele Unite ale Americii                            | outlaw Western                                           |
| Gunfire at Indian Gap                     | Joseph Kane                             | Vera Ralston, Anthony George                                                         | Statele Unite ale Americii                            | B Western                                                |
| The Guns of Fort Petticoat                | George Marshall                         | Audie Murphy, Kathryn Grant                                                          | Statele Unite ale Americii                            | B Western                                                |
| Gunsight Ridge                            | Francis D. Lyon                         | Joel McCrea, Joan Weldon                                                             | Statele Unite ale Americii                            | Western tradițional                                      |
| The Halliday Brand                        | Joseph H. Lewis                         | Joseph Cotten, Viveca Lindfors, Ward Bond                                            | Statele Unite ale Americii                            | B Western                                                |
| The Hard Man                              | George Sherman                          | Guy Madison, Valerie French, Lorne Greene                                            | Statele Unite ale Americii                            | B Western                                                |
| Hell Canyon Outlaws                       | Paul Landres                            | Dale Robertson, Brian Keith, Rosanna Rory                                            | Statele Unite ale Americii                            | B Western                                                |
| Hell's Crossroads                         | Franklin Adreon                         | Stephen McNally, Peggie Castle, Robert Vaughn                                        | Statele Unite ale Americii                            | B Western                                                |
| The Hired Gun                             | Ray Nazarro                             | Rory Calhoun, Anne Francis                                                           | Statele Unite ale Americii                            | B Western                                                |
| The Iron Sheriff                          | Sidney Salkow                           | Sterling Hayden. Constance Ford                                                      | Statele Unite ale Americii                            | B Western                                                |
| Joe Dakota                                | Richard Bartlett                        | Jock Mahoney, Luana Patten                                                           | Statele Unite ale Americii                            | B Western                                                |
| Last of the Badmen                        | Paul Landres                            | George Montgomery, Keith Larson                                                      | Statele Unite ale Americii                            | B Western                                                |
| The Last Stagecoach West                  | Joseph Kane                             | Jim Davis, Lee Van Cleef                                                             | Statele Unite ale Americii                            | B Western                                                |
| The Lonely Man                            | Henry Levin                             | Jack Palance, Anthony Perkins                                                        | Statele Unite ale Americii                            | Western tradițional                                      |
| Man in the Shadow                         | Jack Arnold                             | Jeff Chandler, Orson Welles                                                          | Statele Unite ale Americii                            | contemporary Western                                     |
| Naked in the Sun                          | R. John Hugh                            | James Craig, Lita Milan                                                              | Statele Unite ale Americii                            | Florida Western                                          |
| Night Passage                             | James Neilson                           | James Stewart, Audie Murphy                                                          | Statele Unite ale Americii                            | Western tradițional                                      |
| The Oklahoman                             | Francis D. Lyon                         | Joel McCrea, Barbara Hale                                                            | Statele Unite ale Americii                            | Western tradițional                                      |
| Oregon Passage                            | Paul Landres                            | John Ericson, Lola Albright                                                          | Statele Unite ale Americii                            | B Western                                                |
| Outlaw Queen                              | Herbert S. Greene                       | Andrea King, Harry James                                                             | Statele Unite ale Americii                            | B Western                                                |
| Outlaw's Son                              | Lesley Selander                         | Dane Clark, Lori Nelson                                                              | Statele Unite ale Americii                            | B Western                                                |
| The Parson and the Outlaw                 | Oliver Drake                            | Sonny Tufts, Charles "Buddy" Rogers, Marie Windsor                                   | Statele Unite ale Americii                            | B Western                                                |
| Pawnee                                    | George Waggner                          | George Montgomery, Lola Albright                                                     | Statele Unite ale Americii                            | B Western                                                |
| The Persuader                             | Dick Ross                               | William Talman, Kristine Miller                                                      | Statele Unite ale Americii                            | B Western                                                |
| Quantez                                   | Harry Keller                            | Fred MacMurray, Dorothy Malone                                                       | Statele Unite ale Americii                            | Western tradițional                                      |
| The Quiet Gun                             | William F. Claxton                      | Forrest Tucker, Mara Corday                                                          | Statele Unite ale Americii                            | B Western                                                |
| The Restless Breed                        | Allan Dwan                              | Scott Brady, Anne Bancroft                                                           | Statele Unite ale Americii                            | B Western                                                |
| The Ride Back                             | Allen H. Miner                          | Anthony Quinn, William Conrad                                                        | Statele Unite ale Americii                            | B Western                                                |
| Ride Out for Revenge                      | Bernard Girard                          | Rory Calhoun, Gloria Grahame, Lloyd Bridges                                          | Statele Unite ale Americii                            | Western tradițional                                      |
| Robbery Under Arms                        | Jack Lee                                | Peter Finch, Ronald Lewis, Laurence Naismith                                         | ,                                                     | Outback Western                                          |
| Run of the Arrow                          | Samuel Fuller                           | Rod Steiger, Brian Keith                                                             | Statele Unite ale Americii                            | outlaw/ revisionist Western                              |
| Shoot-Out at Medicine Bend                | Richard L. Bare                         | Randolph Scott, Angie Dickinson, James Garner                                        | Statele Unite ale Americii                            | Western tradițional                                      |
| The Tall Stranger                         | Thomas Carr                             | Joel McCrea, Virginia Mayo                                                           | Statele Unite ale Americii                            | Western tradițional                                      |
| The Tall T                                | Budd Boetticher                         | Randolph Scott, Richard Boone, Maureen O'Sullivan                                    | Statele Unite ale Americii                            | Western tradițional                                      |
| 3:10 to Yuma                              | Delmer Daves                            | Glenn Ford, Van Heflin                                                               | Statele Unite ale Americii                            | Western tradițional                                      |
| Three Violent People                      | Rudolph Maté                            | Charlton Heston, Anne Baxter                                                         | Statele Unite ale Americii                            | Western tradițional                                      |
| The Tin Star                              | Anthony Mann                            | Henry Fonda, Anthony Perkins                                                         | Statele Unite ale Americii                            | Western tradițional                                      |
| Trooper Hook                              | Charles Marquis Warren                  | Joel McCrea, Barbara Stanwyck                                                        | Statele Unite ale Americii                            | Western tradițional                                      |
| The True Story of Jesse James             | Nicholas Ray                            | Robert Wagner, Jeffrey Hunter                                                        | Statele Unite ale Americii                            |                                                          |
| 1958                                      |                                         |                                                                                      |                                                       |                                                          |
| Ambush at Cimarron Pass                   | Jodie Copelan                           | Scott Brady, Margia Dean, Clint Eastwood                                             | Statele Unite ale Americii                            | B Western                                                |
| The Badlanders                            | Delmer Daves                            | Alan Ladd, Ernest Borgnine                                                           | Statele Unite ale Americii                            | Western tradițional                                      |
| Badman's Country                          | Fred F. Sears                           | George Montgomery, Neville Brand                                                     | Statele Unite ale Americii                            | B Western                                                |
| The Big Country                           | William Wyler                           | Gregory Peck, Carroll Baker, Charlton Heston, Jean Simmons, Burl Ives, Chuck Connors | Statele Unite ale Americii                            | epic Western                                             |
| Bitter Heritage                           | Paul Wendkos                            | Franchot Tone, Elizabeth Montgomery                                                  | Statele Unite ale Americii                            | B Western                                                |
| Blood Arrow                               | Charles Marquis Warren                  | Scott Brady, Phyllis Coates                                                          | Statele Unite ale Americii                            | B Western                                                |
| Born Reckless                             | Howard W. Koch                          | Mamie Van Doren, Jeff Richards                                                       | Statele Unite ale Americii                            | contemporary Western                                     |
| The Bravados                              | Henry King                              | Gregory Peck, Joan Collins, Lee Van Cleef                                            | Statele Unite ale Americii                            | Western tradițional                                      |
| Buchanan Rides Alone                      | Budd Boetticher                         | Randolph Scott, Craig Stevens                                                        | Statele Unite ale Americii                            | Western tradițional                                      |
| Bullwhip                                  | Harmon Jones                            | Guy Madison, Rhonda Fleming                                                          | Statele Unite ale Americii                            | B Western                                                |
| Cattle Empire                             | Charles Marquis Warren                  | Joel McCrea, Gloria Talbott                                                          | Statele Unite ale Americii                            | Western tradițional                                      |
| Cole Younger, Gunfighter                  | R. G. Springsteen                       | Frank Lovejoy, James Best, Abby Dalton                                               | Statele Unite ale Americii                            | B Western                                                |
| Cowboy                                    | Delmer Daves                            | Glenn Ford, Jack Lemmon                                                              | Statele Unite ale Americii                            | Western tradițional                                      |
| Day of the Bad Man                        | Harry Keller                            | Fred MacMurray, Joan Weldon                                                          | Statele Unite ale Americii                            | B Western                                                |
| Escort West                               | Francis D. Lyon                         | Victor Mature, Faith Domergue                                                        | Statele Unite ale Americii                            | Western tradițional                                      |
| The Fiend Who Walked the West             | Gordon Douglas                          | Robert Evans, Hugh O'Brien                                                           | Statele Unite ale Americii                            | Film noir Western                                        |
| Flaming Frontier                          | Sam Newfield                            | Bruce Bennett, Don Garrard                                                           | Statele Unite ale Americii                            | B Western                                                |
| Fort Bowie                                | Howard W. Koch                          | Ben Johnson, Jan Harrison                                                            | Statele Unite ale Americii                            | B Western                                                |
| Fort Dobbs                                | Gordon Douglas                          | Clint Walker, Virginia Mayo                                                          | Statele Unite ale Americii                            | B Western                                                |
| Fort Massacre                             | Joseph M. Newman                        | Joel McCrea, Forrest Tucker                                                          | Statele Unite ale Americii                            | Western tradițional                                      |
| From Hell to Texas                        | Henry Hathaway                          | Don Murray, Diane Varsi, Dennis Hopper                                               | Statele Unite ale Americii                            | Western tradițional                                      |
| Frontier Gun                              | Paul Landres                            | John Agar, Joyce Meadows                                                             | Statele Unite ale Americii                            | B Western                                                |
| Gun Fever                                 | Mark Stevens                            | Mark Stevens, John Lupton, Larry Storch                                              | Statele Unite ale Americii                            | B Western                                                |
| Gunman's Walk                             | Phil Karlson                            | Van Heflin, Tab Hunter                                                               | Statele Unite ale Americii                            | Western tradițional                                      |
| Gunsmoke in Tucson                        | Thomas Carr                             | Mark Stevens, Forrest Tucker                                                         | Statele Unite ale Americii                            | B Western                                                |
| The Last of the Fast Guns                 | George Sherman                          | Jock Mahoney, Gilbert Roland, Linda Cristal                                          | Statele Unite ale Americii                            | B Western                                                |
| The Law and Jake Wade                     | John Sturges                            | Robert Taylor, Richard Widmark                                                       | Statele Unite ale Americii                            | Western tradițional                                      |
| The Left Handed Gun                       | Arthur Penn                             | Paul Newman, John Dehner                                                             | Statele Unite ale Americii                            | outlaw/Revisionist Western                               |
| The Lone Ranger and the Lost City of Gold | Lesley Selander                         | Clayton Moore, Jay Silverheels                                                       | Statele Unite ale Americii                            | fantasy Western                                          |
| Man from God's Country                    | Paul Landres                            | George Montgomery, Randy Stuart                                                      | Statele Unite ale Americii                            | B Western                                                |
| Man of the West                           | Anthony Mann                            | Gary Cooper, Julie London, Lee J. Cobb                                               | Statele Unite ale Americii                            | psychological Western                                    |
| Man or Gun                                | Albert C. Gannaway                      | Macdonald Carey, Audrey Totter                                                       | Statele Unite ale Americii                            | B Western                                                |
| Once Upon a Horse                         | Hal Kanter                              | Dan Rowan, Dick Martin, Martha Hyer                                                  | Statele Unite ale Americii                            | comedy Western                                           |
| The Outcasts of Poker Flat                | Paul Stanley                            | Lane Bradbury, Larry Hagman                                                          | Statele Unite ale Americii                            | B Western                                                |
| The Proud Rebel                           | Michael Curtiz                          | Alan Ladd, Olivia de Havilland                                                       | Statele Unite ale Americii                            | Western tradițional                                      |
| Quantrill's Raiders                       | Edward Bernds                           | Steve Cochran, Diane Brewster                                                        | Statele Unite ale Americii                            | B Western                                                |
| Ride a Crooked Trail                      | Jesse Hibbs                             | Audie Murphy, Gia Scala, Walter Matthau                                              | Statele Unite ale Americii                            | Western tradițional                                      |
| Saddle the Wind                           | Robert Parrish                          | Robert Taylor, Julie London                                                          | Statele Unite ale Americii                            | Western tradițional                                      |
| Seven Guns to Mesa                        | Edward Dein                             | Charles Quinlivan, Lola Albright                                                     | Statele Unite ale Americii                            | B Western                                                |
| The Sheepman                              | George Marshall                         | Glenn Ford, Shirley MacLaine, Leslie Nielsen                                         | Statele Unite ale Americii                            | comedy Western                                           |
| The Sheriff of Fractured Jaw              | Raoul Walsh                             | Kenneth More, Jayne Mansfield                                                        | Regatul Unit al Marii Britanii și al Irlandei de Nord | comedy Western                                           |
| Showdown at Boot Hill                     | Gene Fowler, Jr.                        | Charles Bronson, John Carradine, Thomas Browne Henry                                 | Statele Unite ale Americii                            | Western tradițional                                      |
| Terror in a Texas Town                    | Joseph H. Lewis                         | Sterling Hayden, Sebastian Cabot                                                     | Statele Unite ale Americii                            | Film noir Western                                        |
| Tonka                                     | Lewis R. Foster                         | Sal Mineo, Philip Carey                                                              | Statele Unite ale Americii                            | B Western                                                |
| 1959                                      |                                         |                                                                                      |                                                       |                                                          |
| Alias Jesse James                         | Norman Z. McLeod                        | Bob Hope, Rhonda Fleming, James Garner                                               | Statele Unite ale Americii                            | comedy Western                                           |
| Cast a Long Shadow                        | Thomas Carr                             | Audie Murphy, Terry Moore                                                            | Statele Unite ale Americii                            | Western tradițional                                      |
| Curse of the Undead                       | Edward Dein                             | Eric Fleming, Michael Pate                                                           | Statele Unite ale Americii                            | horror Western                                           |
| Day of the Outlaw                         | André De Toth                           | Robert Ryan, Burl Ives                                                               | Statele Unite ale Americii                            | Western tradițional                                      |
| Face of a Fugitive                        | Paul Wendkos                            | Fred MacMurray, Lin McCarthy, James Coburn                                           | Statele Unite ale Americii                            | Western tradițional                                      |
| Good Day for a Hanging                    | Nathan Juran                            | Fred MacMurray, Robert Vaughn                                                        | Statele Unite ale Americii                            | Western tradițional                                      |
| Gundown at Sandoval                       | Harry Keler                             | Lyle Bettger, Dan Duryea                                                             | Statele Unite ale Americii                            | B Western                                                |
| The Gunfight at Dodge City                | Joseph M. Newman                        | Joel McCrea, Julie Adams                                                             | Statele Unite ale Americii                            | Western tradițional                                      |
| Gunmen from Laredo                        | Wallace MacDonald                       | Robert Knapp, Maureen Hingert                                                        | Statele Unite ale Americii                            | B Western                                                |
| The Hanging Tree                          | Delmer Daves                            | Gary Cooper, Karl Malden, Maria Schell, George C. Scott                              | Statele Unite ale Americii                            | Western tradițional                                      |
| The Hangman                               | Michael Curtiz                          | Robert Taylor, Tina Louise                                                           | Statele Unite ale Americii                            | Western tradițional                                      |
| King of the Wild Stallions                | R. G. Springsteen                       | George Montgomery, Diane Brewster                                                    | Statele Unite ale Americii                            | B Western                                                |
| Last Train from Gun Hill                  | John Sturges                            | Kirk Douglas, Anthony Quinn, Carolyn Jones                                           | Statele Unite ale Americii                            | Western tradițional                                      |
| The Legend of Tom Dooley                  | Ted Post                                | Michael Landon, Jo Morrow                                                            | Statele Unite ale Americii                            | B Western                                                |
| Lone Texan                                | Paul Landres                            | Willard Parker, Grant Williams, Audrey Dalton                                        | Statele Unite ale Americii                            | B Western                                                |
| A Lust to Kill                            | Oliver Drake                            | Jim Davis, Don Megowan                                                               | Statele Unite ale Americii                            | B Western                                                |
| The Miracle of the Hills                  | Paul Landres                            | Rex Reason, Nan Leslie                                                               | Statele Unite ale Americii                            | B Western                                                |
| Money, Women and Guns                     | Richard Bartlett                        | Jock Mahoney, Kim Hunter                                                             | Statele Unite ale Americii                            | B Western                                                |
| Mustang!                                  | Peter Stephens                          | Jack Buetel, Madalyn Trahey                                                          | Statele Unite ale Americii                            | B Western                                                |
| No Name on the Bullet                     | Jack Arnold                             | Audie Murphy, Charles Drake                                                          | Statele Unite ale Americii                            | Western tradițional                                      |
| The Oregon Trail                          | Gene Fowler, Jr.                        | Fred MacMurray, William Bishop                                                       | Statele Unite ale Americii                            | B Western                                                |
| Plunderers of Painted Flats               | Albert C. Gannaway                      | Corinne Calvet, John Carroll                                                         | Statele Unite ale Americii                            | B Western, last film ever released by Republic Pictures. |
| Ride Lonesome                             | Budd Boetticher                         | Randolph Scott, Karen Steele, Pernell Roberts, Lee Van Cleef, James Coburn           | Statele Unite ale Americii                            | Western tradițional                                      |
| Rio Bravo                                 | Howard Hawks                            | John Wayne, Dean Martin, Ricky Nelson                                                | Statele Unite ale Americii                            | Western tradițional                                      |
| These Thousand Hills                      | Richard Fleischer                       | Don Murray, Stuart Whitman, Lee Remick                                               | Statele Unite ale Americii                            | romance Western                                          |
| They Came to Cordura                      | Robert Rossen                           | Gary Cooper, Rita Hayworth, Van Heflin, Tab Hunter                                   | Statele Unite ale Americii                            | Western tradițional                                      |
| Thunder in the Sun                        | Russell Rouse                           | Susan Hayward, Jeff Chandler                                                         | Statele Unite ale Americii                            |                                                          |
| Warlock                                   | Edward Dmytryk                          | Richard Widmark, Henry Fonda, Dorothy Malone, Anthony Quinn                          | Statele Unite ale Americii                            | revisionist Western                                      |
| Westbound                                 | Budd Boetticher                         | Randolph Scott, Virginia Mayo                                                        | Statele Unite ale Americii                            | Western tradițional                                      |
| The Wild and the Innocent                 | Jack Sher                               | Audie Murphy, Joanne Dru, Strother Martin, Sandra Dee                                | Statele Unite ale Americii                            | romance Western                                          |
| The Wonderful Country                     | Robert Parrish                          | Robert Mitchum, Julie London                                                         | Statele Unite ale Americii                            | Western tradițional                                      |
| Yellowstone Kelly                         | Gordon Douglas                          | Clint Walker, Edd Byrnes, John Russell                                               | Statele Unite ale Americii                            | B Western                                                |
| The Young Land                            | Ted Tetzlaff                            | Patrick Wayne, Yvonne Craig, Dennis Hopper                                           | Statele Unite ale Americii                            | B Western                                                |